# Elfviks gård

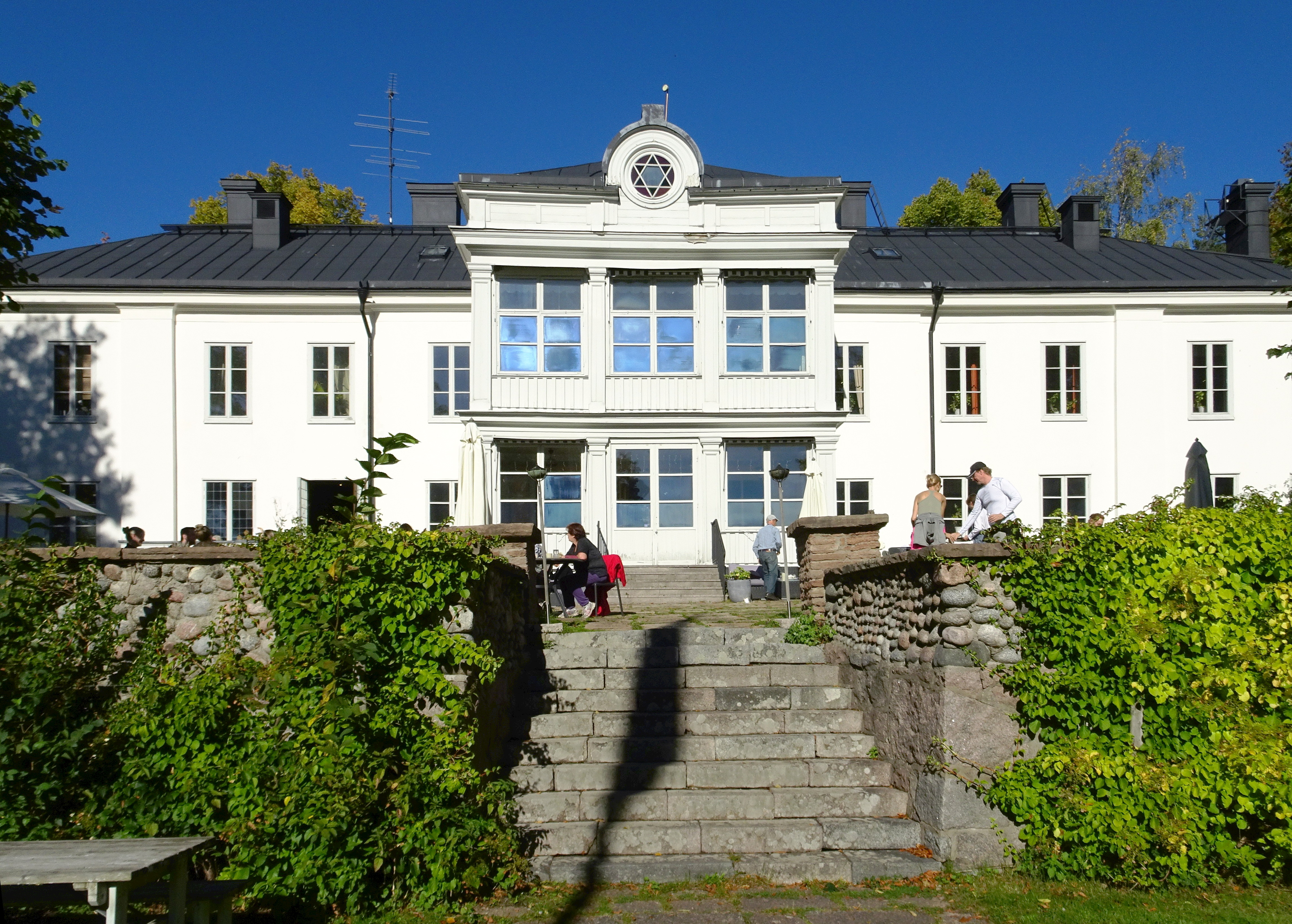
Elfviks gårds huvudbyggnad, fasad mot söder, september 2021.

Elfviks gård ligger i kommundelen Elfvik i Lidingö kommun. Gården är det ursprungliga godset längst österut på Elfvikslandet med tillhörande herrgårdsbyggnad. Elfviks gård och lantbruksfastighet ägs sedan 1946 av Lidingö kommunen och ingår som en central del i Långängen-Elfviks naturreservat. Lantbruket med ekonomibyggnader och cirka 125 ha betes- och uppodlad mark drevs av kommunen med en anställd gårdsförman och en medhjälpare medan herrgårdsbyggnaden arrenderas ut som värdshus med konferensmöjligheter. Från och med 2010 drivs även lantbruket av en arrendator. Stockholms läns museum har bedömt gårdsmiljön och bebyggelsen vid Elfviks gård som omistlig efter den utvärdering som gjordes 1993-1994.
Elfvik är den enda kvarvarande lantbruksgården på Lidingön från den tid då Lidingö var ett utpräglat bondesamhälle, det vill säga fram till i omkring 1910–1920, då Lidingös villastäder började byggas. Gården ägdes av släktingar till familjen Albert Janse fram till 1946 då den såldes till kommunen. Området kring Elfviks gårds lantbruk, gårdsplanen och parken ned mot Hustegafjärden är tillgänglig för allmänheten. Här passerar även den nio kilometer långa vandringsleden Elfviksleden.

## Namnet Elfvik
Ursprunget till namnet Elfvik är inte helt klarlagt. I samband med bildandet av Långängen-Elfviks naturreservat valde Lidingö stad att ändra stavningen Elfvik till Älvik vad gäller själva gården och närmaste väg Elfviks uddväg. Älvik har ansetts ha sitt ursprung i trädslaget al som idag växer i stort antal nere vid det sanka området vid viken mot Hustegafjärden. I vilken mån det också växte alar i viken på 1600, 1700-talen med cirka 2 m högre havsvattennivå i området är oklart. På den äldsta kända kartan över Lidingö upprättad av lantmätare Pedher Mehnlöös 1661, stavades gårdens namn som Älwÿk där Äl skulle avse trädslaget al och wÿk är en gammal svensk stavning för ordet vik. På en karta över området upprättad 1720 av lantmätare Lars Kietzlingh, stavades namnet som Elfvik men vid en uppdatering 1774 av lantmätare Gabriel Boding med kartan från 1720 som underlag stavades namnet som Elgvik, både på kartan och i kartans textdel, vilket borde avse djuret Älg. På en karta från 1781 upprättad av lantmätare Israel Ström, hade man återgått till stavningen Elfvik, där v skrevs med w som Elfwik.
Officiellt benämns idag området Elfvik och huvudvägen till gården, Elfviksvägen där Elfviks uddväg tar vid. Värdshuset Elfviks gård som arrenderar herrgårdsbyggnaden har behållit stavningen av namnet som Elfvik.

## Historik
Gårdens historia sträcker sig över mer än 700 år. En stor gård fanns på Elfvik vid mitten av 1300-talet, förmodligen även tidigare. Ett utmärkande drag för Elviks gård är att gården aldrig varit en boplats för högreståndspersoner utan till att börja med lantbrukare och i ett senare skede, entreprenörer och borgare som velat skaffa sig ett ståndmässigt boende, där varje ägarbyte inbegrep ombyggnationer och stora investeringar i avsikt att höja gårdens inkomster och status. De personer som har haft det största inflytandet på Elfviks gårds utveckling var i tidsordning hovgulddragaren Peter Widman, fabrikören Lars Fresk och överste löjtnanten Albert Janse.
Den första dokumenterade ägaren var Magnus Thyrgilsson, Kanik i Uppsala, som med all sannolikhet hade fått gården som en donation och inte drev gården själv. En mangårdsbyggnad i sten uppfördes först på slutet av 1700-talet.
I början av 1500-talet övertog släkten Banér i Djursholm samtliga gårdar och lantbruk på Lidingö som tidigare hade förvärvats av Bo Jonsson (Grip) under tidsperioden 1376–1381, dokumenterat sammanlagt 20 gårdar och även Stora och Lilla Höggarn samt Fjäderholmarna. På 1720-talet anges Sigfrid Johansson som brukare av Elfviks gård. Vem som arrenderade gårdsmarken av Banérs är oklart. Banérs styrde över gårdarna på Lidingö ända fram till 1774 då den skuldsatte Johan Gabriel Banér d.y. på Djursholms slott kommit på obestånd och tvingades börja sälja ut sina Lidingögårdar efter nära 300 år i Banérs ägo, vilket kom att bli en mycket viktig milstolpe i Lidingös utveckling.

### Hovgulddragaren Peter Widman

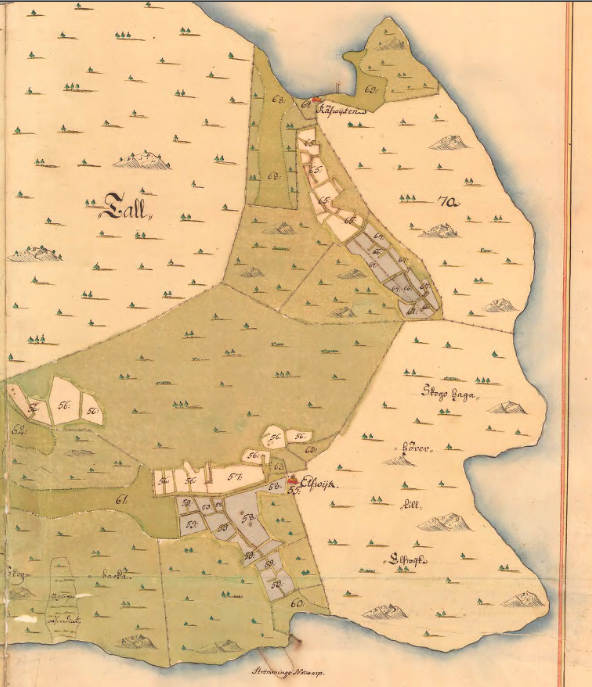
De separata gårdarna Elfvik och Rävvik med tillhörande åkerareal dokumenterade 1720 på en karta av lantmätare Lars Kietzlingh.

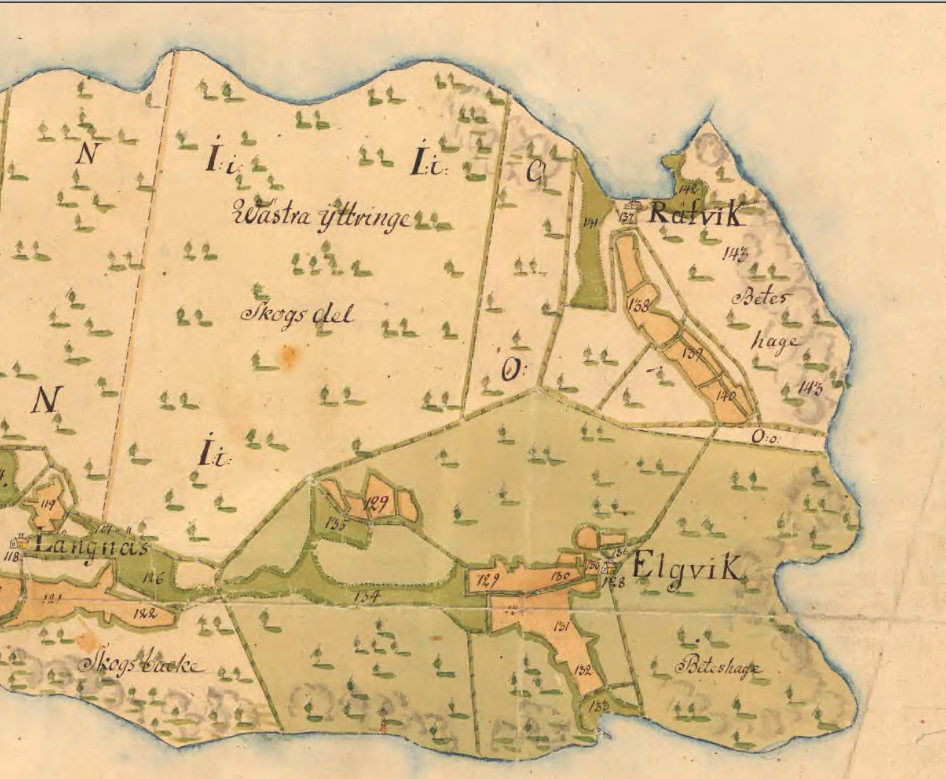
Elfviks gårds ägor som det dokumenterats 1774 av lantmätare Gabriel Boding.

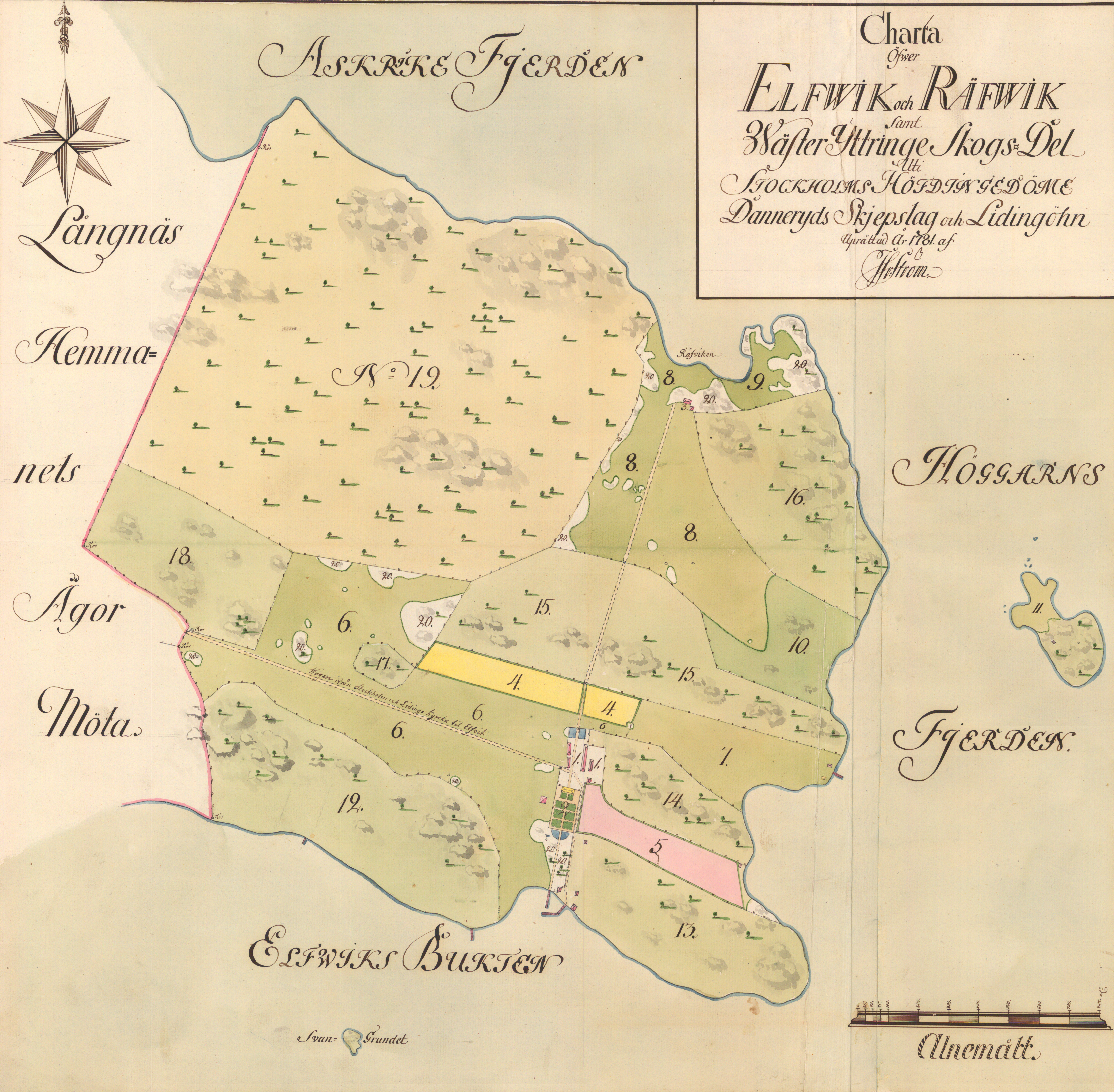
Elfviks gårds ägor under Peter Widmans tid, dokumenterade av lantmätare Israel Ström 1781.

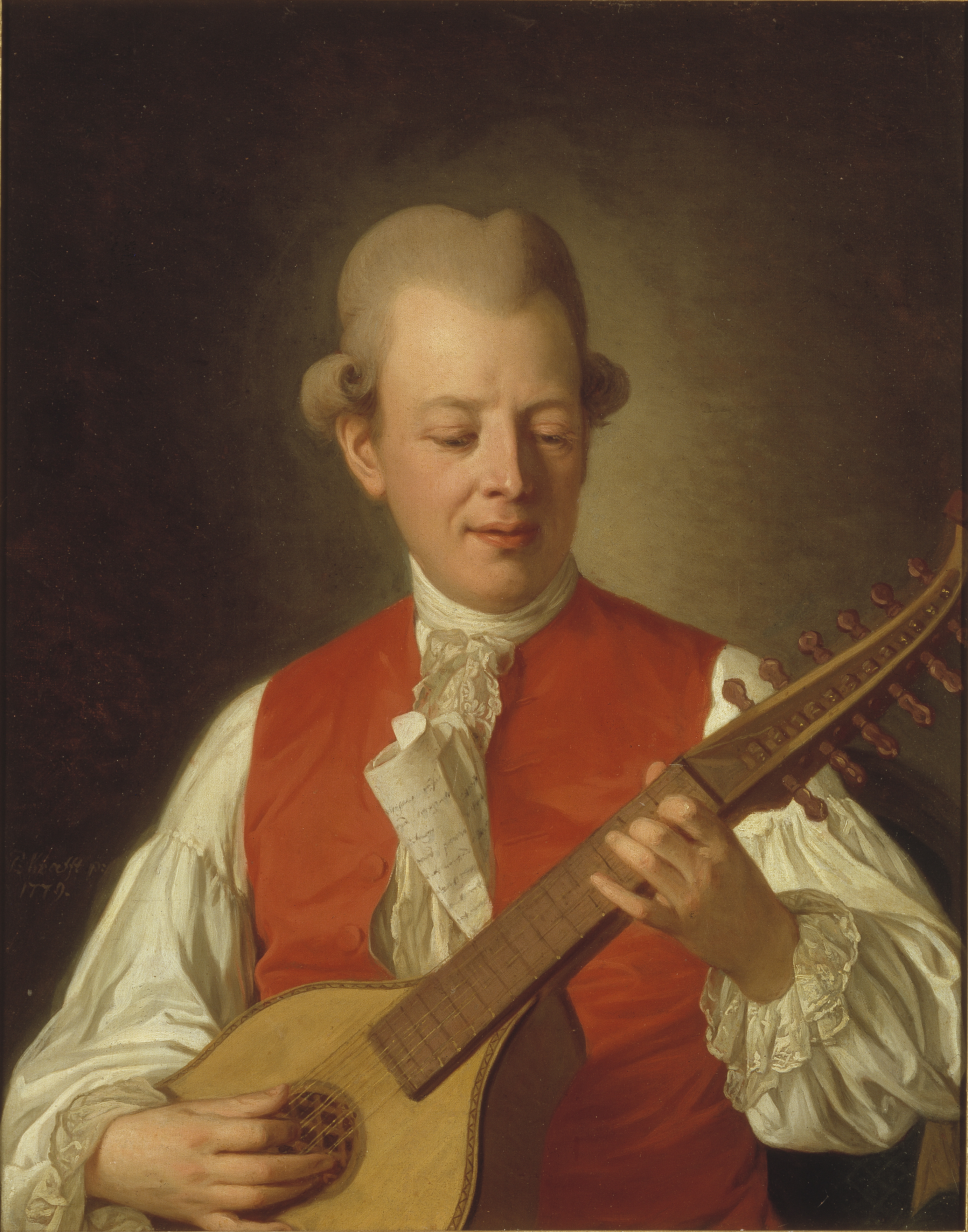
Carl Michael Bellman, portträtt av Per Krafft den äldre 1779 omkring den tid Bellman ofta gästade Elfviks gård.

1774 såldes Elfviks gård till Peter Widman (1735–1790), en förmögen hovgulddragare som verkade i Stockholm under Gustav III:s tid (1746–1792). Widman köpte gården för att använda den som sommarresidens. Någon gång i slutet på 1770-talet förvärvade Widman också Västra Yttringe gårds skogsdel på Elfvik, Rävviken och Duvholmen. 1781 gjordes en noggrann uppmätning av markararealen av lantmätare Israel Ström uppdelad i olika områden beroende på vad marken användes till. Gränsen i väster mot Långnäs gård gick från Fågelöudde söderut mot Söderåsens västra del och omfattade all mark på Elfvikslandet öster om denna gräns inkluderande Duvholmen, totalt cirka 180 ha.
Gårdens stora produkter var mjölk, spannmål och potatis. Områden 14, 15, 16 och 19 utgjordes huvudsakligen av skog kombinerat med bete. Inom område 12, nuvarande Söderåsen, hade man fällt all barrskog och använde det som betesmark för gårdens mjölkkor. Gårdens hästar hade betesmark inom område 15. En stor åker, område 4, motsvarande drygt 2.5 ha, användes för potatisodling. Resterande områden var antingen betesmark eller avsett för spannmålsodling. Flera områden var föremål för röjning och utvidgning av åkerarealen och man hade byggt långa stenmurar runt vissa beteshagar. Vid Rävviken, ett tidigare hemman, fanns ett antal torp som beboddes av statare som arbetade på gården. Uppmätningen 1781 jämfört med nuvarande kartbild stämmer mycket väl överens med hänsyn till att havsnivån beroende på landhöjningen 1781 låg drygt 1 meter högre än idag, vilket tydligt visar sig i vikarna som går djupare in i landkonturen.  
Peter Widman byggde över den tidigare mangårdsbyggnaden i trä till en-plans herrgårdsbyggnad i sten som stod klar 1775 vilket är det årtal som anges på husets ankarslutar på gårdssidan. Det nya huset kom att utgöra grunden till den tvåvånings herrgårds- och slottsliknande byggnad som senare uppfördes av Lars Fresk 1811. Nybyggnationerna av Peter Widman på gården finns dokumenterade på en tomtkarta från 1783, men ingen av de angivna byggnaderna finns kvar förutom stommen till den nuvarande herrgårdsbyggnaden. Han anlade dessutom en stor planerad trädgård, vattendammar och två vägar ner mot sjön vilket också framgår av lantmäterikartan från 1781. Den 14 augusti 1787 invigdes ett litet kastell med salutkanoner på en kulle mitt i trädgården, tillägnat Arla Coldinuorden. Invigningen skedde i närvaro av ordensbröderna majoren Karl Björnberg (1735–1790) och friherren Karl Pfeiff (1735–1792), från Bo gård som hade seglat ut med Coldinuordens flottilj från Skeppsholmen till Elfvik dagen till ära. Kastellet donerades av Widman till orden och blev i samband med invigningen döpt till Ophir. 
Sommaren 1788 när den svenska flottan seglade förbi ute på Höggransfjärden på väg till Finland och kriget mot Ryssland (Gustav III:s ryska krig, 1788–1790) använde Widman kastellet för att salutera flottan. Händelsen finns beskriven i en dikt av Carl Michael Bellman som inleds med raderna; Hur stod du i din dörr bland klippta granars led, då mot vår oväns eld på vattnets varma spegel, en rustad flotta flöt, som sträckte sina segel inunder skarpa dön till finska vikar ned! Av kastellet, som revs på mitten av 1800-talet, återstår idag bara själva kullen och en låg svängd stenmur som dock utgör rester av en stensatt vilobänk som Albert Janse lät uppföra långt senare. Inne i herrgårdsbyggnaden finns två kakelugnar kvar från Peter Widmans tid, den ena med hans initialer PW i det dekorerade kaklet. Från hans tid finns också gyllenlädertapeter kvar, som vid renoveringar utförda efter 1984 har flyttats till annan plats i huset. En bit från huset finns en gammal grävd brunn, även kallad Helenas brunn efter Peter Widmans hustru, med kringgärdande låg stenmur och ställning i påkostat smide för vattenkarets hissanordning.
Carl Michael Bellman, som var ordensbroder med Widman i ordnarna Par Bricole och Timmermansorden, var ofta utbjuden till gården sommartid, där han som tack för gästfriheten ofta bjöd på nyskrivna dikter och visor. En av de mer kända av dessa dikter skapade på Elfviks gård, tillägnad familjen Widman, är dikten med rubriken "På Elfvik den 6 juli 1788", som inleds med orden "Glada bygd så täckt belägen...". Vilken melodi som Bellman eventuellt kan ha använt till dikten har inte säkert kunnat beläggas, men sägnen säger att det var samma melodi som idag är känd som "Fjäriln vingad syns på Haga". Bellman var också ute på Elfvik vintertid vilket framgår av en dikt som han tillägnade Peter Widmans hustru, Helena Widman daterad till den 26 december 1787 som inleds med versen:
| ” | Elfviken är skön Fast vintern på ön är så sträng, fast buskarna stå, så spräckliga, grå, och vargarna gå kring vår äng. | „ |

Att förekomsten av vargar i Stockholmstrakten var vanliga på 1700-talet, som antyds av Bellmans dikt och även långt in på 1800-talet beläggs av sockenstämmoprotokoll från Lidingö där man anger att under perioden 1823-27 dödades i Stockholms län 138 vargar.

### Fabrikören Lars Fresk och ingenjören Samuel Owen
Efter Peter Widmans bortgång 1790 bodde sonen Sven Widman kvar på gården fram till 1796 då den såldes till fabrikören Lars Fresk och en industriell era tog sin början på Elfvik. Förutom att driva lantbruket, anlade Fresk en stor fabrik i slänten ner mot sjön som stod klar 1798. I fabriken tillverkades främst ylletyger som i huvudsak var avsett för tillverkning av uniformer till armén och marinen men även exempelvis schabrak till hästar var en stor produkt. Av fabriksanläggningen finns ingenting kvar idag. Fresk använde herrgårdsbyggnaden som privatbostad och byggde om den 1811 genom att bygga på ett våningsplan och bredda huset med 7 m på vardera sidan, varvid huset i stort sett fick det utseende det har idag.
Samuel Owen, även kallad "den svenska verkstadsindustrins fader" var nära bekant med familjen Fresk och firade sitt andra bröllop (med Beata Carolina Svedell, borgmästardotter från Hedemora) på Elfviks gård 1817. Samuel Owen hjälpte Fresk att utveckla maskinparken i fabriken och svarade för installationen av den första ångmaskinen i fabriken 1804, som ersatte den tidigare drivanordningen med så kallad hästvandring. Enligt obekräftade källor, var Fresk först i Sverige med att utnyttja ångmaskinen som drivmotor inom tillverkningsindustrin.
Efter Lars Fresk, som gick i konkurs 1828 och flyttade ut till sin son Per på Värmdö, såldes gården på exekutiv auktion 1829 till handlaren Lars Brolin (1791–1871) från Söderhamn. Gården bytte därefter ägare flera gånger och hyrdes periodvis ut. 1843 hyrde Franz Berwald in sig i herrgårdsbyggnaden där han bland annat skrev operan ”Modehandlerskan”. Vad som hände med lantbruket under denna tid finns det inga uppgifter om.

### Lantbrukaren Johan Fredrik Stahre
1846 köptes Elfviks gård av lantbrukaren Johan Fredrik Stahre (1811–1885) gift första gången i mars 1848 med Charlotte Hedbom (d. september 1848) och andra gången 1849 med Carolina Josefina Bohlin (1827–1893). Allén ner mot Hustegafjärden antas vara planterad under Stahres tid där träden idag således borde ha en ålder av c:a 160–170 år. Stahre genomförde en hel del reparationer av herrgårdsbyggnaden och beställde de stora väggmålningarna i bottenplanets salonger som målades av N. G. Dahlbom under 1854.

### Kaptenen Heijkenskjöld
J. F. Stahre sålde gården 1873 till kapten Erik Gustav Heijkenskjöld, gift med Maria Sandels och en ny epok tog sin början med många stora fester som på Peter Widmans tid. Heijkenskjöld hade ambitionen att rusta upp jordbruket och inledde en renovering av arbetarbostäderna på gården men var enligt vissa källor alltför beroende av ekonomiskt stöd från sin svärfar, kammarherre Sandels som också hade flyttat in på gården. När hans svärfar dog 1876 kunde Heijkenskjöld inte behålla gården och den såldes till olika spekulanter och gården förföll.

### Fastighetsspekulanten Johan Olof Ålander
1883 köptes gården av Johan Olof Ålander som dock aldrig bodde på gården. Man förmodar att lantbruksdelen utarrenderades under den tid Ålander innehade gården men detaljerad information om detta saknas. 1884 sålde han ön Duvholmen, med fastighetsbeteckningen Dufvholmen No:1 som tillhörde Elfviks gård, till trädgårdsmästare Josef Berggren som uppförde den stora grosshandlarvillan på Duvholmens södra udde som fortfarande finns kvar.

### Överstelöjtnanten Albert Janse

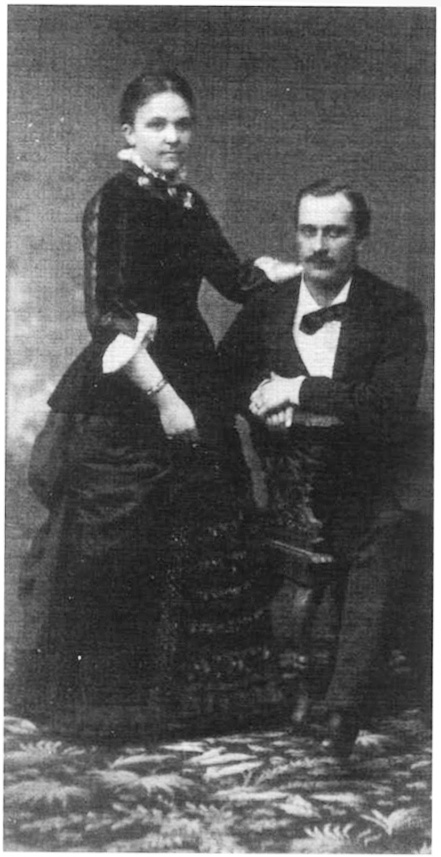
Elisabeth och Albert Janse. Foto: 1880.

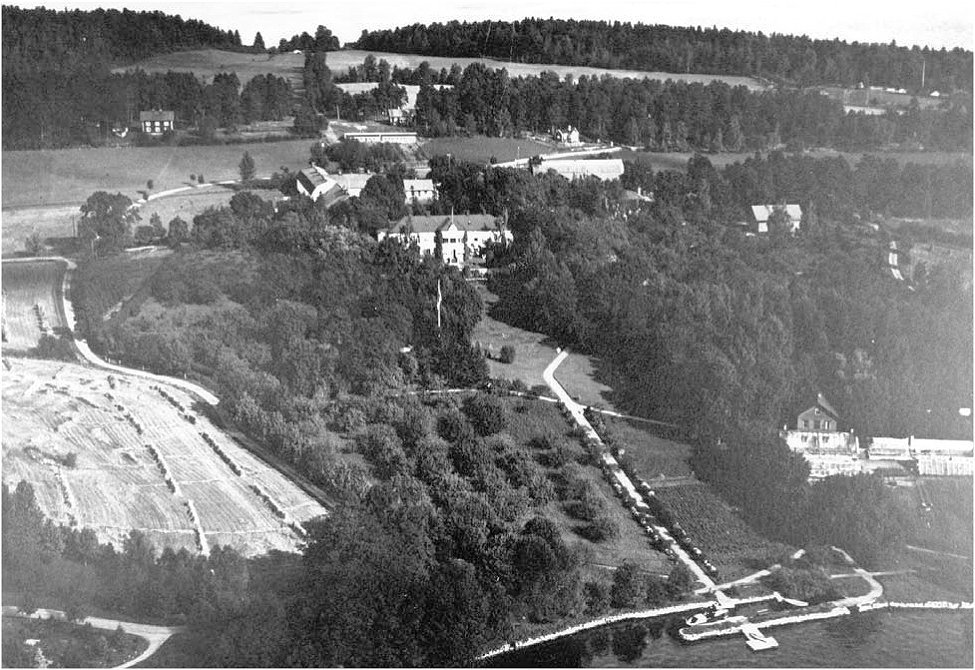
Elfviks gård på ett flygfoto från 1928.

Den 21 april 1889 sålde J. O. Ålander gården till f.d. överstelöjtnanten Albert Janse (1854–1937), inkluderande områdena Långnäs och Rävviken. 1890 inledde Janse en totalrenovering av herrgårdsbyggnaden (som vid köpet var i det närmaste obeboelig) under ledning av slottsarkitekten Agi Lindegren. Renoveringsarbetet av herrgårdsbyggnaden och de olika tillbyggnaderna i lantbruksdelen blev omfattande och pågick i omgångar under en period av nästan 20 år. Några bekvämligheter fanns inte till en början i bostadshuset. Vatten hämtades för hand i en brunn och fylldes på i en cistern på vinden för självtryck ner till husets tappkranar. Kakelugnar och fotogenlampor krävde kontinuerlig tillsyn. Det skulle dröja en bra bit in på 1900-talet innan man kunde dra in vatten, avlopp och elektricitet. Parken framför huset ner mot sjön genomgick också en omfattande upprensning och nyplantering. De kullerstenssatta murarna på framsida och entrésida vid herrgårdsbyggnaden uppfördes någon gång efter 1894. Vid sekelskiftet 1900 lät Janse bygga ett litet ekotempel i klassicistisk stil, som fortfarande finns kvar längst ut på Elfviks udde. Elfviks udde var ursprungligen en del av Elfviks lantbruksfastighet. Under 1940-talet förvärvades den av familjen Winqvist, som senare avyttrade delar av marken till IBM mot slutet av 1960-talet, där man byggde upp IBM:s utbildningscenter för norra Europa. Fastigheten såldes 2003 till familjen Ejnar Söder som i början av 2004 efter omfattande ombyggnader och renoveringar startade upp en hotellverksamhet i lokalerna under namnet Nordic Blue Hotel.

För att finansiera de kostsamma restaureringarna av herrgårdsbyggnaden och upprustningen av ekonomibyggnader i lantbruksdelen, styckade Janse i början av 1900-talet av ett antal sjötomter som såldes till förmögna stockholmare som var ute efter ett skärgårdsnära sommarresidens. 1912 styckades en stor sjötomt av vid Söderåsen till Carl L. Laurin (1840-1917), verksam som ekonomidirektör i P.A. Norstedt & Söner, som i södersluttningen mot Hustegafjärden uppförde sin magnifika Villa Söderås. Tomtområdet Hagen som tillhörde Elfviks gård sålde Janse den 29 maj 1917 till Paul Toll i byggfirman Kreuger & Toll Byggnads AB som uppförde ett mindre sommarhus nära vattnet mittemot Duvholmen.

### En villastad på Elfvik
Omkring 1908 när Lidingö Villastad började ta form i Herserud och Hersby hade Albert Janse långt framskridna planer på att stycka upp Elfvik och anlägga en villastad. Förutsättningen för detta var att en spårvagnslinje drogs ut till Elfvik. Detta ansågs bli för dyrt och planerna på en villastad på Elfvik kom därför aldrig att realiseras. Istället satte Janse igång en omfattande upprustning av gårdens jordbruk.

### Lagfartsregister i gjutjärn
År 1934 satte Janse upp en stor järntavla med tydligt ingjuten text placerad utomhus på gårdsplanen. Tavlans text i sin helhet återges nedan:

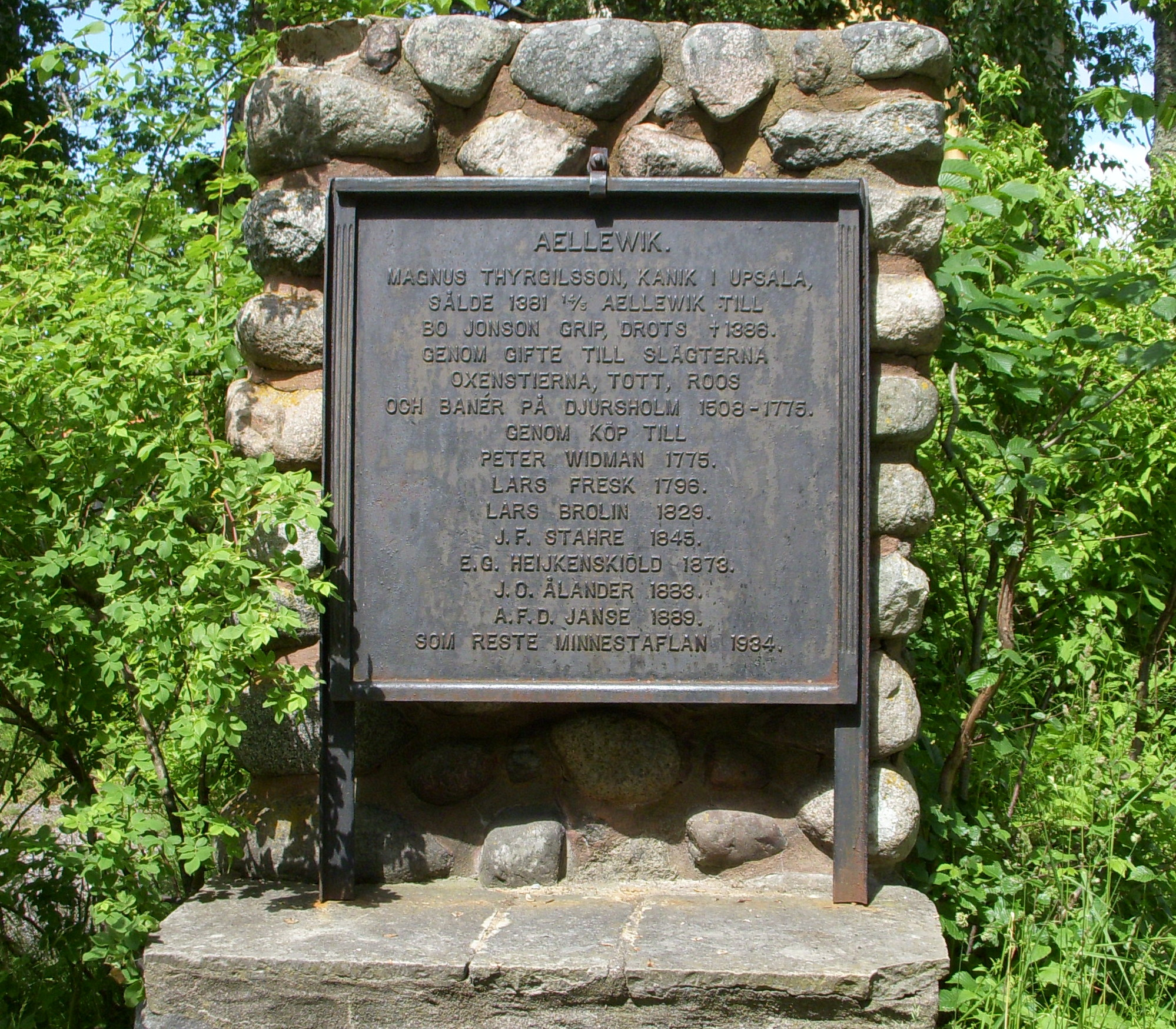
Järntavlan.

Aellewik

Magnus Thyrgilsson, Kanik i Upsala,

sålde 1381 14/5 Aellewik till

Bo Jonsson Grip, Drots †1386.

Genom gifte till slägterna

Oxenstierna, Tott, Roos

och Banér på Djursholm 1508-1775.

Genom köp till

Peter Widman 1775.

Lars Fresk 1796.

Lars Brolin 1829.

J.F. Stahre 1845.

E.G. Heijkenskiöld 1873.

J.O. Ålander 1883.

A.F.D. Janse 1889.

som reste minnestaflan 1934.

### Försvarsstaben/FRA
Under andra världskriget användes huvudbyggnaden på Elfviks gård (då stavat Älvvik) av Försvarsstaben/FRA för signalspaningsverksamhet. Försvarsstaben/FRA hade från 1940 flera anläggningar i närheten, och från sommaren 1941 tog man även huvudbyggnaden på Elfviks gård i anspråk. Den kallades Matbo och användes som matservering, men även till arbetslokaler och förläggning för kvinnlig personal. FRA lämnade byggnaden 1943.

## Lidingö stad tar över Elfviks gård
År 1946 köpte Lidingö stad hela Elfviks gård inkluderande all mark av efterlevande släktingar till Albert Janse och hyrde ut herrgårdsbyggnaden till Stockholms stad för användning som sjukhem varvid många värdefulla inredningsdetaljer togs bort eller spikades över, bland annat de stora väggmålningarna som Nils G. Dahlblom målade 1854 under den tid gården innehades av Johan Fredrik Stahre. Väggmålningarna hade dock bevarats helt intakta genom att de täckts över med masonitskivor. 1977 upphörde sjukhemsverksamheten varvid herrgårdsbyggnaden stod tom ända fram till 1986 då kommunfullmäktige, efter fleråriga påtryckningar från främst Lidingö hembygdsförening genom ett upprop i Lidingö tidning, tog beslutet att rädda huset. En totalrenovering genomfördes med beaktande av de stora kulturhistoriska värdena men också inbegripet en nödvändig modernisering av speciellt köksdelen, avlopp och värmesystem för att kunna hyra ut huset som värdshus. Under åren 1999-2007 har ytterligare renoveringar både in- och utvändigt genomförts i olika omgångar, bland annat en takrenovering. En noggrann förteckning har upprättats av alla historiskt intressanta delar in- och utvändigt på Elfviks gård som förvaras i Lidingö stads kulturarkiv.

### Bilder Elfviks gårds herrgård och park

Huvudbyggnaden
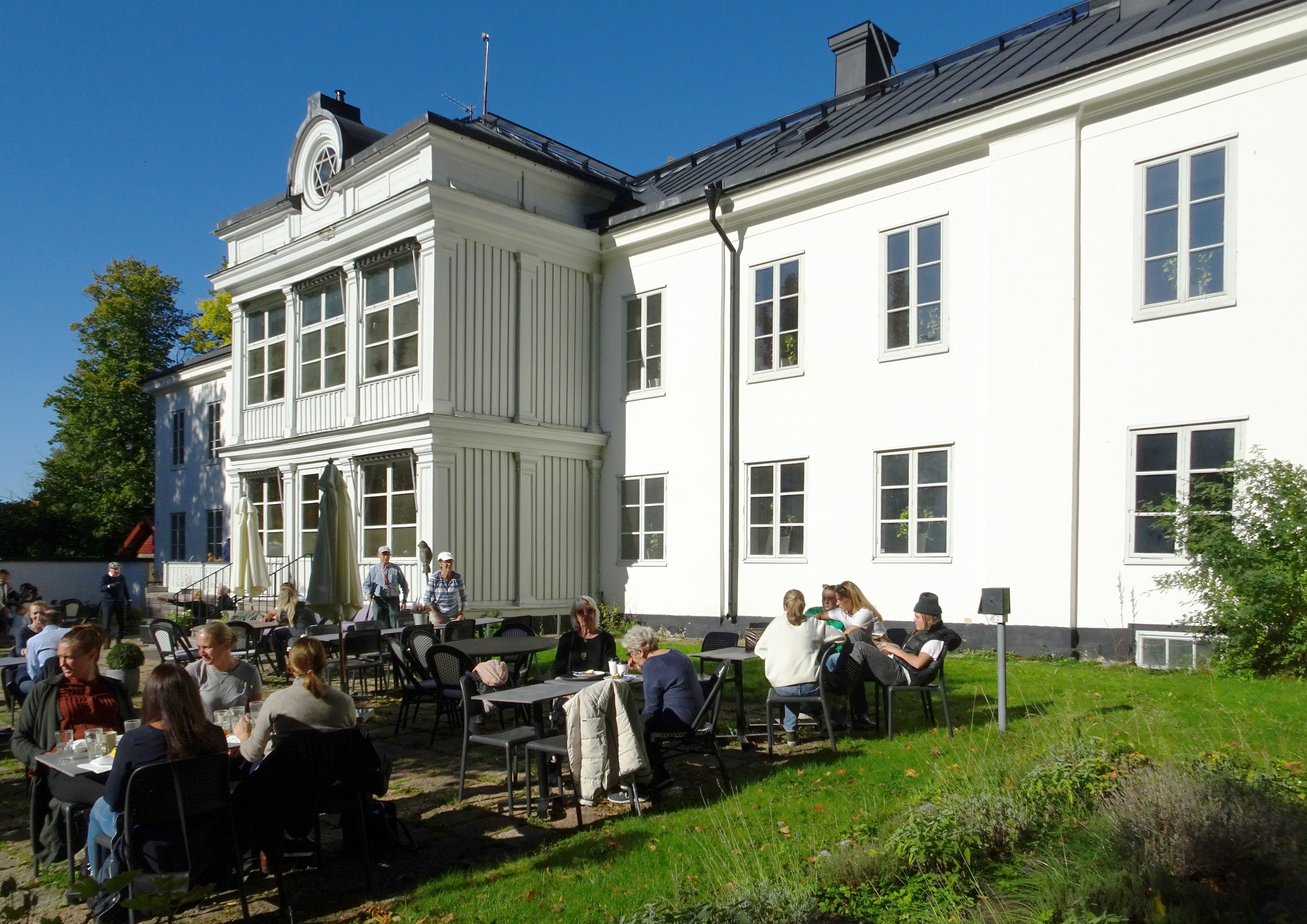
Fasad mot söder.
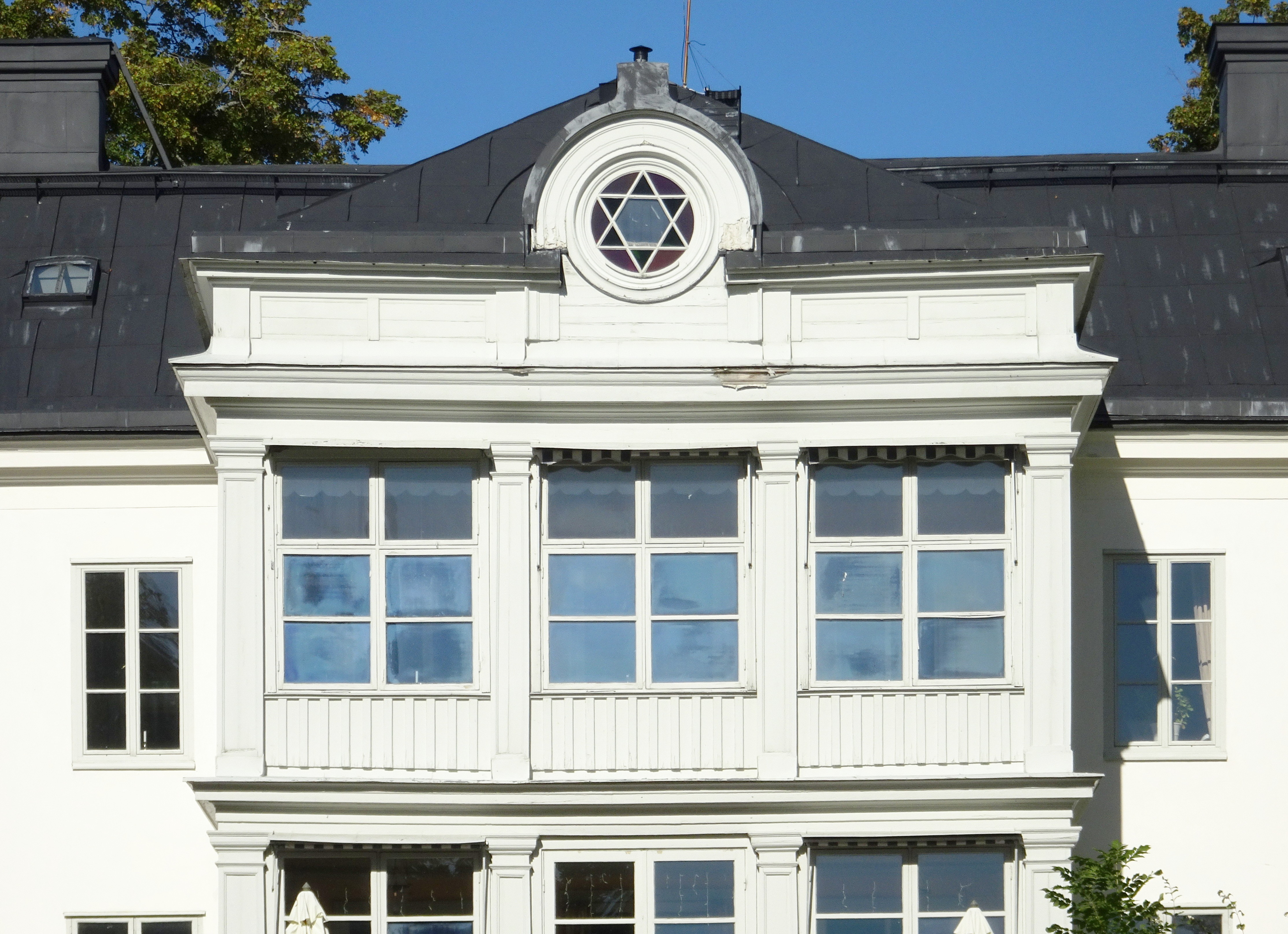
Fasaddetalj.
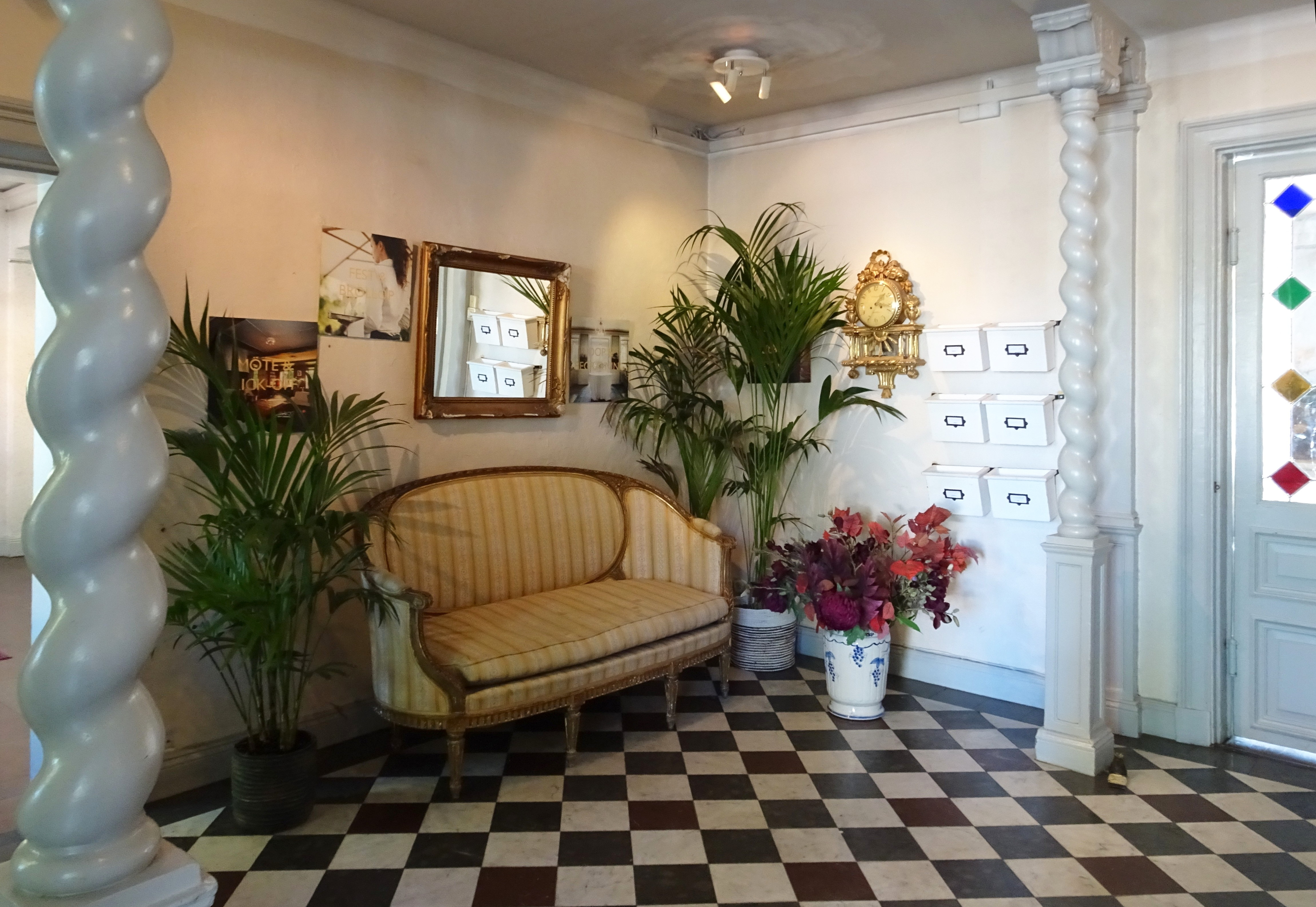
Interiör.
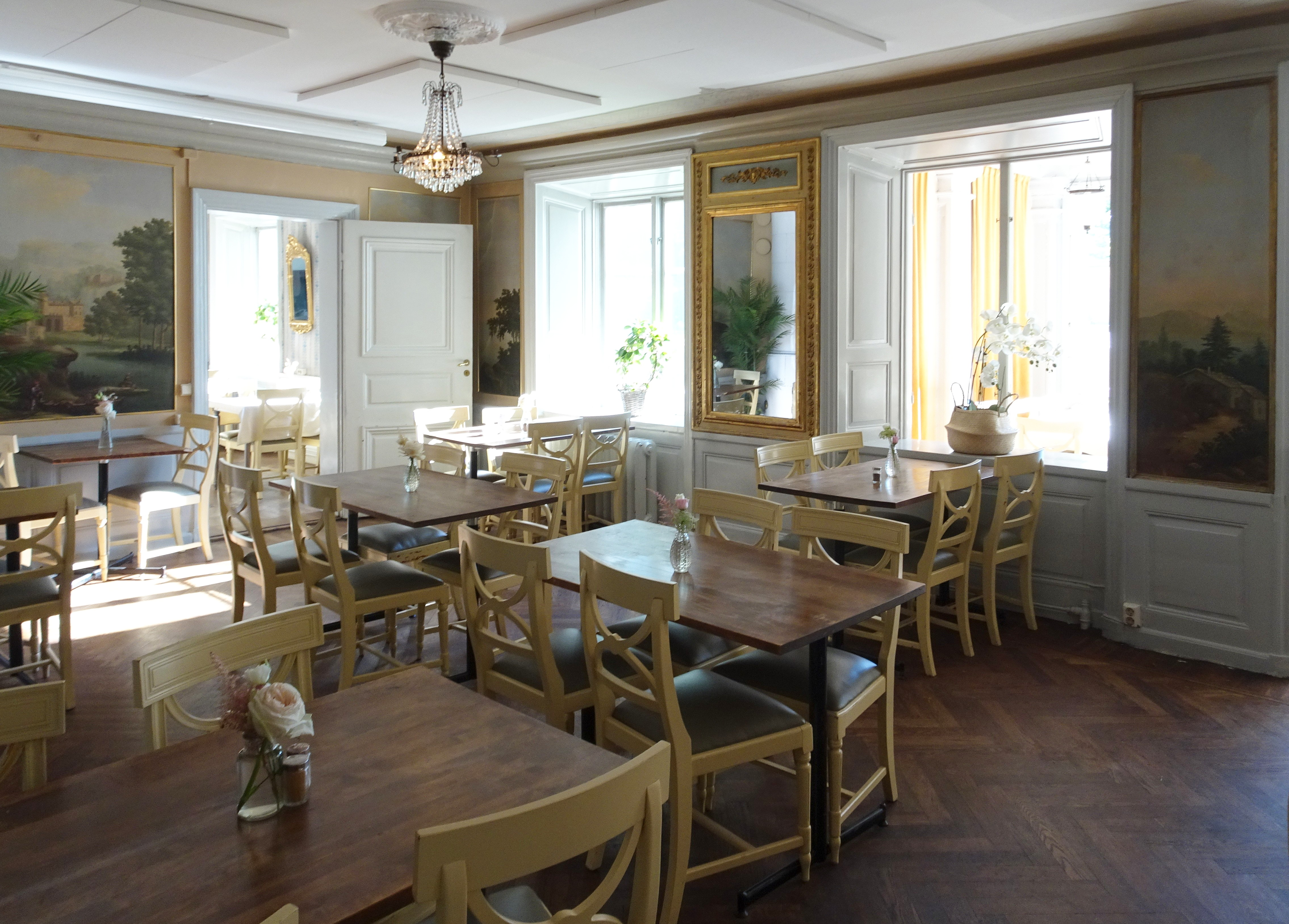
Interiör.
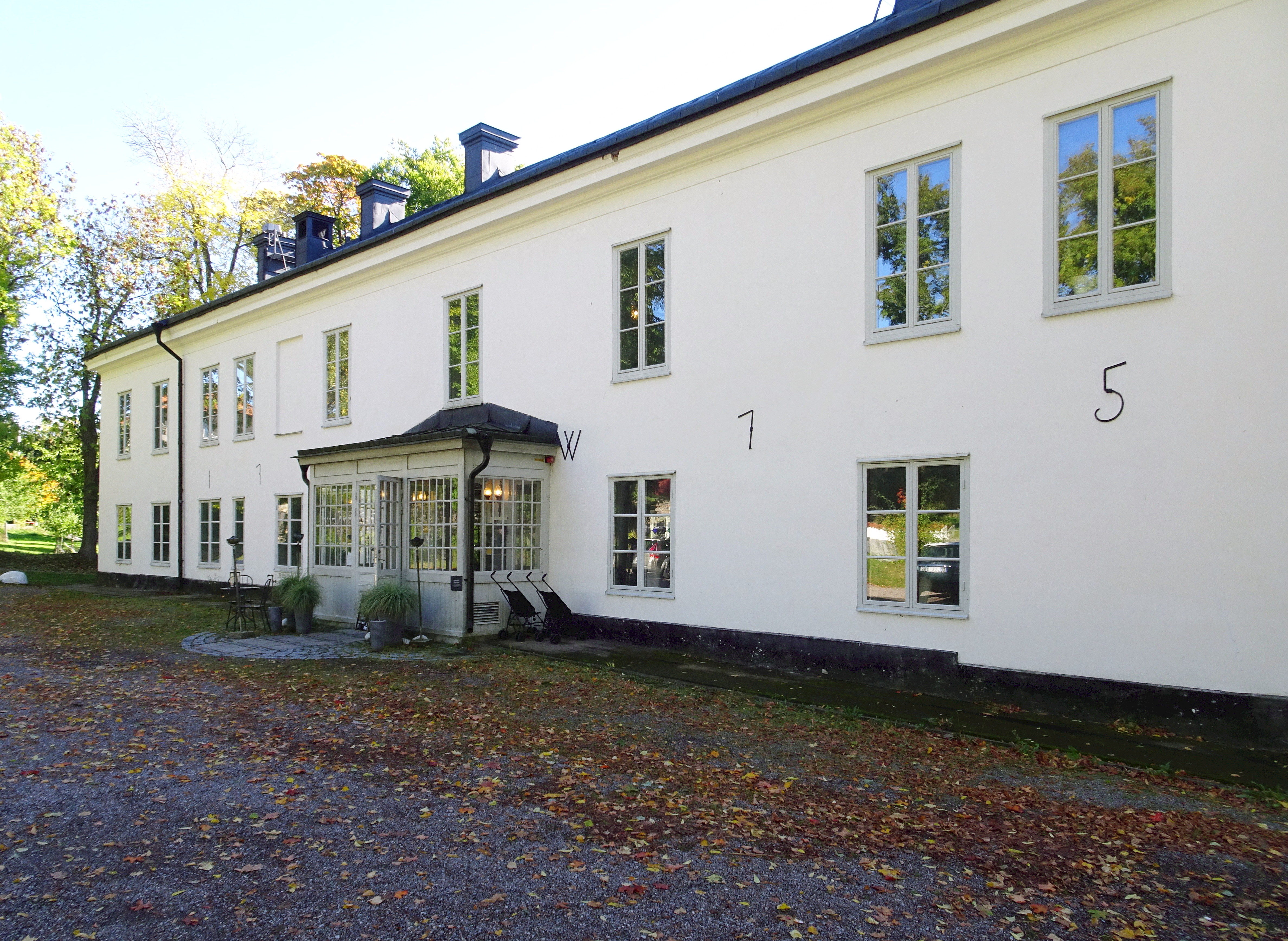
Fasad mot norr.

Parken
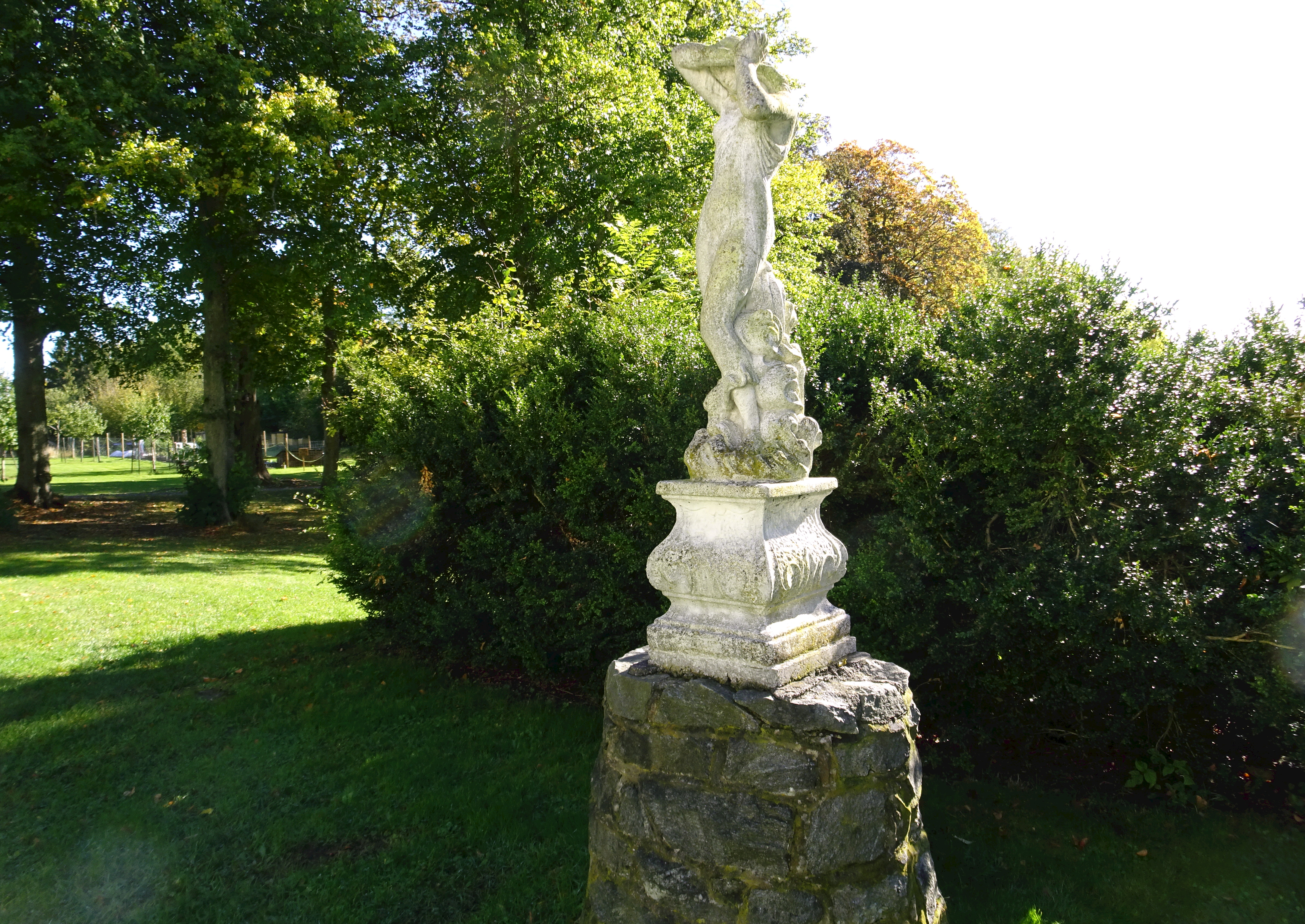
Marmorstatyn föreställer Venere Vergogna.
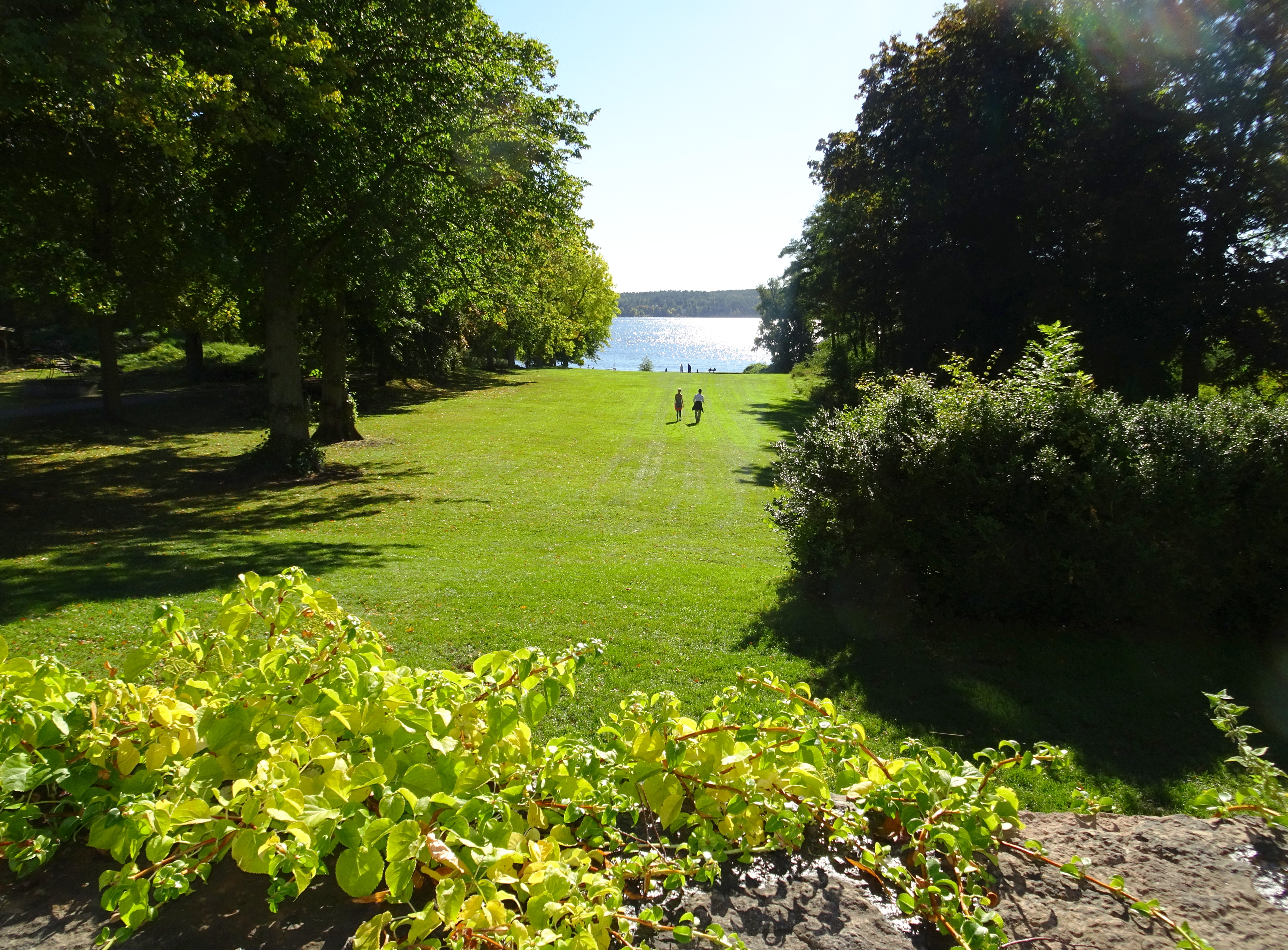
Parken, vy mot söder.
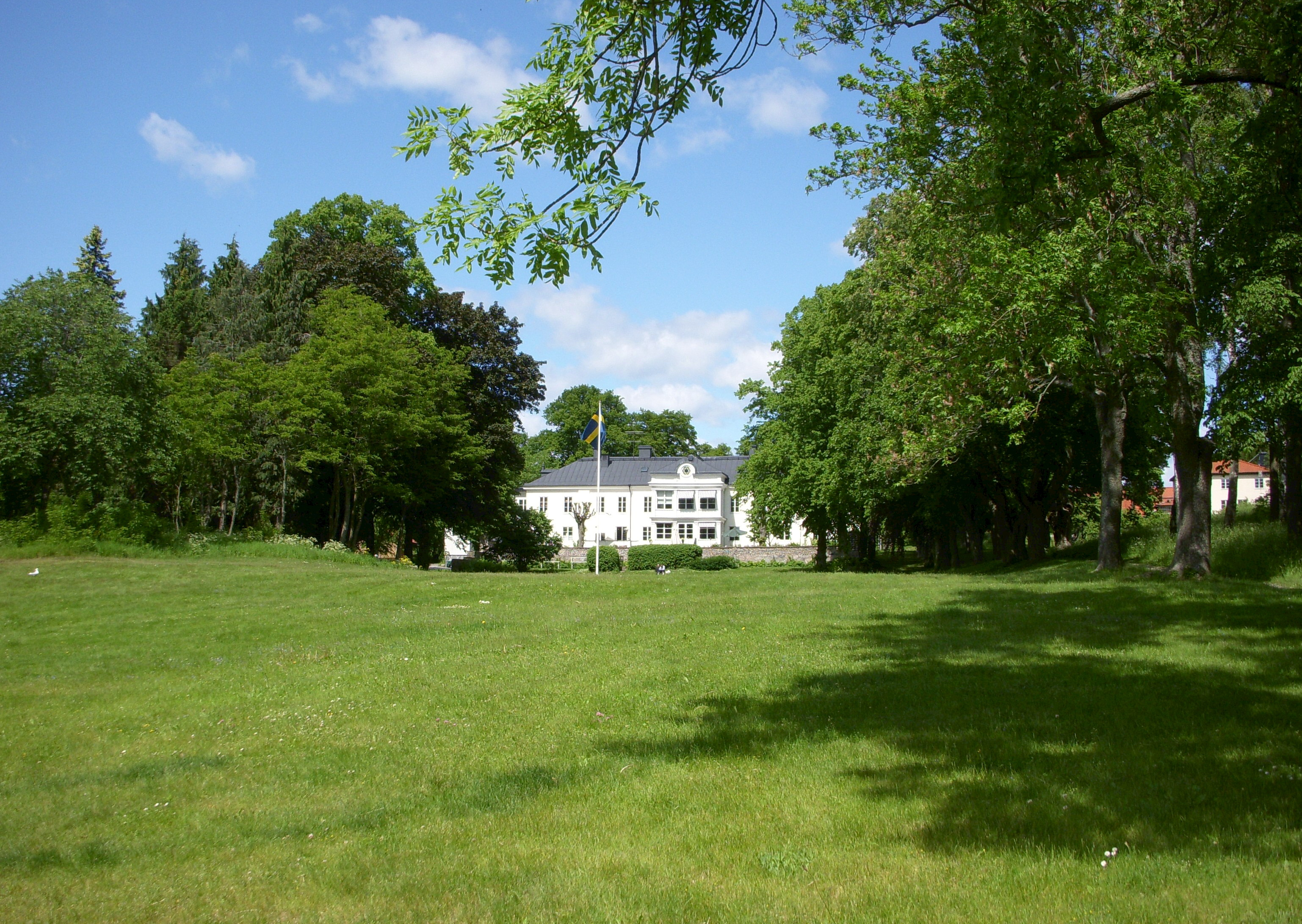
Parken, vy mot norr.
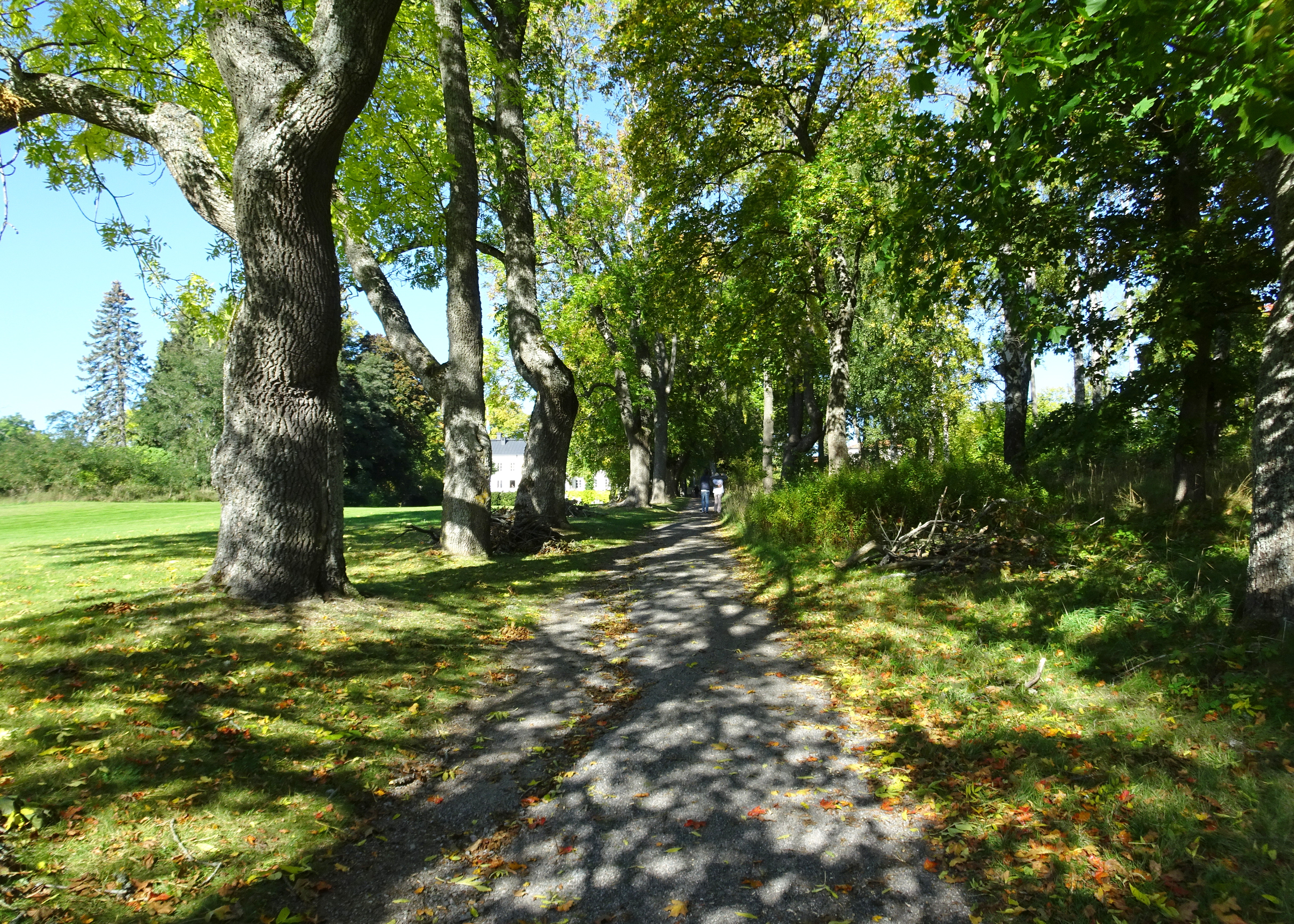
Allén mot norr.
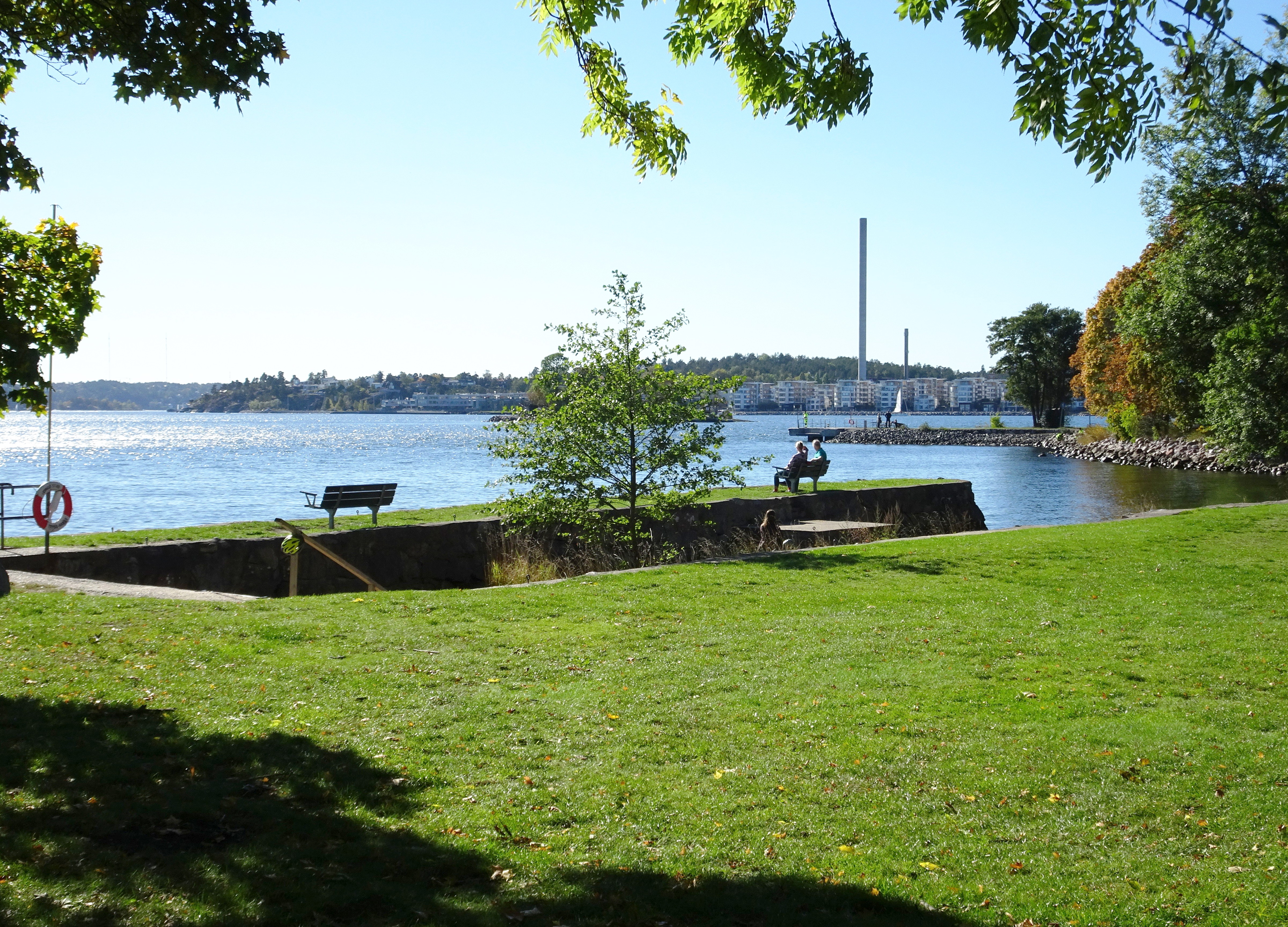
Hamnen vid Hustegafjärden.

## Elfviks gårds lantbruk 1796–1934
Redan 1962 hade landskapsarkitekten Walter Bauer i sin plan "Grön plan 62" för Lidingö tagit fram förslag och riktlinjer för Lidingös grönområden där han förordade att Elfviks gårds lantbruk borde drivas vidare i någon form. Kommunen visade ett svalt intresse för detta då man menade att lantbruksdelen uppvisade en alltför dålig lönsamhet. "Lönsamhet - hur då?.. att kulturlandskapet ska hållas öppet och tillgängligt för alla betraktar vi som lönsamt", skrev Bauer.
Elfviks gård har genomgått många ägarbyten under årens lopp och lantbruket blev tidvis eftersatt. De innehavare som gjort de största insatserna i lantbruksdelen från slutet av 1700-talet var i tidsordning Lars Fresk, (innehavare i 34 år), Johan Fredrik Stahre (innehavare i 28 år) och Albert Janse (innehavare i 45 år).

### Lars Fresk – innehavare 1796–1830
Under Lars Fresks tid fick de anställda i hans klädesfabrik också arbeta i lantbruket när det var mindre att göra i fabriken och gårdens lantbruk kom på så sätt att utvecklas och svara för en betydande del av Fresks inkomster som också försörjde ett antal fast anställda i jordbruksdelen. Den vitkalkade ladugården avsedd för mjölkkor och arbetshästar uppfördes av Lars Fresk 1802 efter att den tidigare stora ladugården i trä hade brunnit ner. Lars Fresk var också en framgångsrik potatisodlare och belönades med Patriotiska Sällskapets medalj för sina jordbruksinsatser. Fresk som förde noggranna anteckningar om gården uppgav i slutet av 1820 följande uppgifter:
- Fast anställd personal; en rättare, fyra drängar och fyra pigor. Förutom dessa användes vid behov arbetskraft som hade sitt ordinarie arbete i textilfabriken.
- Spannmålsskörd: 12 tunnor råg, 8 tunnor korn och fyra tunnor havre.
- Humlegården hade 2000 humlestänger.
- Ängsmarken gav 48 lass hö som användes som foder åt draghästarna, gårdens tjur samt vinterföda för mjölkkorna.
- Två tunnland (1 ha) trädgård bevuxen med hundratals fruktträd, olika slags bärbuskar och rotfrukter.
- Betesmark fanns i överskott för djuren under sommarhalvåret.
- Fyra par draghästar, totalt 8 hästar.
- En tjur.
- Ett trettiotal mjölkkor.

### Johan Fredrik Stahre - innehavare 1846-1872
Johan Fredrik Stahre som var lantbrukare till yrket, underhöll och utvecklade lantbruksgården. Detaljerade uppgifter om Stahres insatser i lantbruksdelen saknas.

### Albert Janse - innehavare 1889–1934
Albert Janses stora investeringar i jordbruket i början av 1900-talet trots att han inte hade någon lantbruksbakgrund, fick en helt avgörande betydelse för gårdens överlevnad som lantbruksgård ända in i våra dagar. Förutom den genomgripande renoveringen av herrgårdsbyggnaden byggdes under Janses tid en ny vagnsbod, växthus, en trädgårdsmästarbostad och det s.k. "mejeriet" som användes som förråd för gårdens mjölkproduktion, frukt och rotfrukter. Jordbruket under Janses tid kom att utvecklades till ett mönsterjordbruk. Ett arrendeavtal tecknades med en mjölkbonde som fick ansvar för gårdens hela mjölkproduktion. På 1920 och -30-talet kunde gården förse många lidingöbor med närproducerad färsk mjölk.
Janse hann dock inte uppleva den teknikrevolution inom det svenska lantbruket som inleddes i slutet av 1930-talet när jordbrukstraktorn ersatte hästar som dragare och många nya jordbruksredskap togs fram i rask takt. På Janses tid användes fortfarande arbetshästar för det tunga dragarbetet i lantbruket. En anställd var avdelad enbart för att sköta om gårdens alla arbetshästar, en arbetsuppgift som krävde lång erfarenhet, noggrannhet och hög disciplin för att hästarna skulle hålla sig friska och starka. Gården hade ända fram till 1945 anställda statare då statarsystemet i Sverige definitivt avskaffades. Statarfamiljerna bodde i ett tvåvåningshus, inrett med flera mindre lägenheter, som låg i södersluttningen något 100-tal meter väster om nuvarande gårdsförmannens bostad. Huset som finns med på en flygbild från 1928 är numera rivet.

## Elfviks gårds lantbruk idag

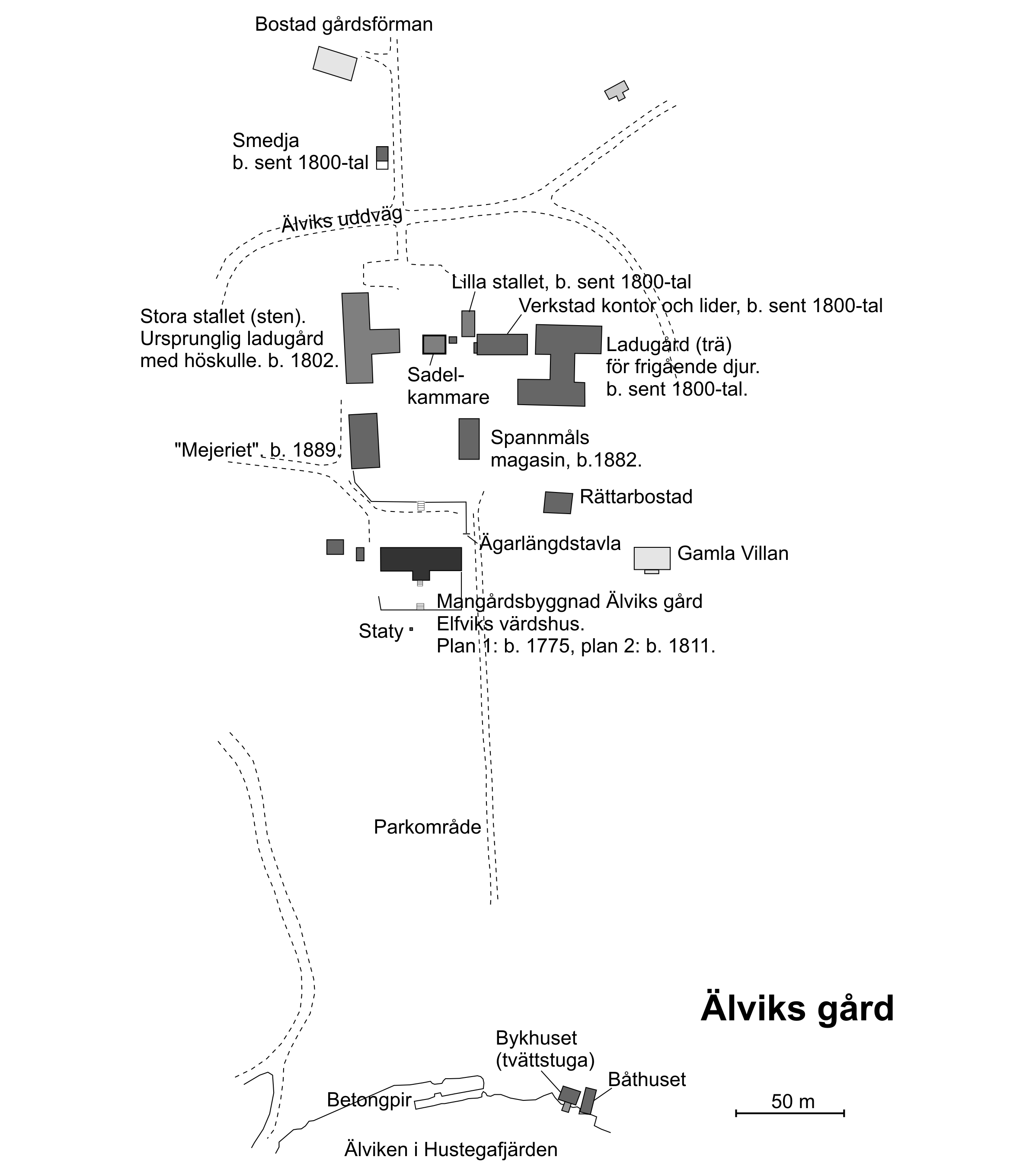
Gårdens bebyggelse, 2008.

Elfviks gårds lantbruksdel som idag uppgår till cirka 125 ha uppodlad mark och beteshagar utgör en central och kulturellt viktig del av Långängen-Elfviks naturreservat. Den skogsmark på Elfvikslandet som ursprungligen tillhörde Elfviks gård innan mark styckades av och såldes, utgjordes på slutet av 1300-talet i princip av all skogsmark på Elfvikslandet inkluderande Duvholmen med gränsen i väster mot Långnäs gård som senare till viss del införlivades med Elfviks gård, uppskattningsvis c:a 185 ha. Den skogsmark som fanns kvar i Elfviks gårds ägor in på 1940-talet är idag överförd till Lidingö stads allmänna skogs- och parkmark och är till stora delar undantagen från reservatsområdet.
Lidingö stad har under årens lopp förvärvat avsevärda markområden som inte ingick i den ursprungliga gården och överfört den till Elfviks lantbruksgård, på 1950-talet bland annat mark som tillhörde Västra Yttringe gård  (mot Grååviken) och Östra Yttringe gård.
Lantbruket på Elfviks gård består idag av flera kulturhistoriskt värdefulla ekonomibyggnader. Den mest framträdande är den stora ladugården med brutet tak i vitrappat murtegel på stengrund, uppförd 1802 då Lars Fresk innehade gården, ursprungligen använd för mjölkkor och arbetshästar men som idag används som häststall och höskulle för ett 35-tal hästar varav 19 stallplatser hyrs ut för privatägda hästar. Övriga stallplatser disponeras av Stockby ridskola som har en filial på Elfviks gård.
Mittemot på gårdssidan finns en H-formad ladugård i trä som används för ett 10-tal biffkor i lösdrift och ett relativt nybyggt fårhus en bit från gården. Fåren släpps ut på bete sommartid. I gårdens djurbesättning ingår också ett mindre antal tamsvin. Förutom nämnda byggnader ingår också ett antal tidstypiska byggnader som erfordrades på ett större gods på 1800-talet, exempelvis ett spannmålsmagasin och ett stort kallförrådshus för förvaring av mjölk, frukt och rotfrukter, det s.k. "mejeriet" och en smedja. Många av byggnaderna har bevarats i ursprunglig stil och utförande genom varsam renovering.

### Bilder, Elfviks gårds ekonomibyggnader

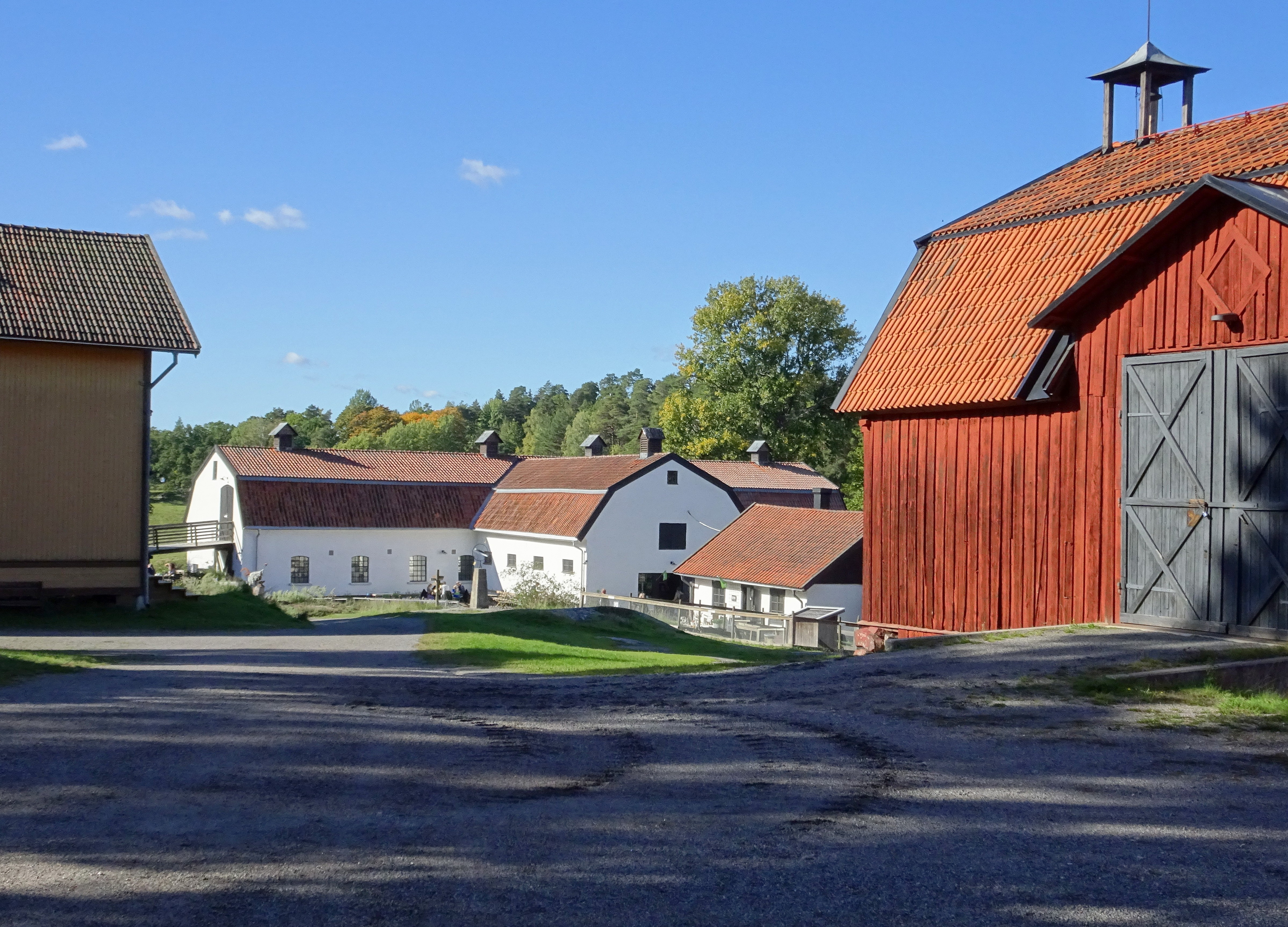
Gårdens ekonomibyggnader
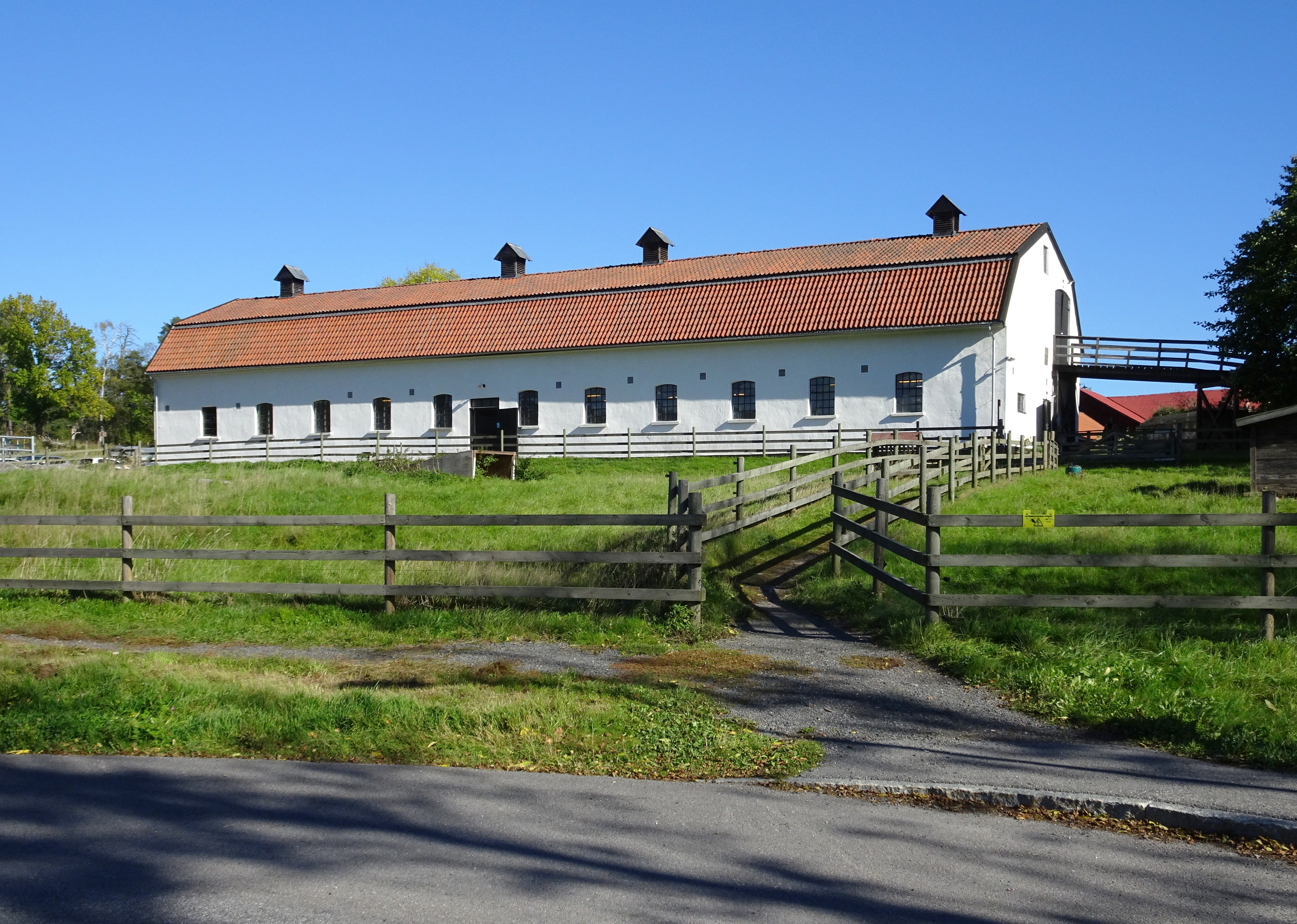
Stora ladugården, uppförd 1802.
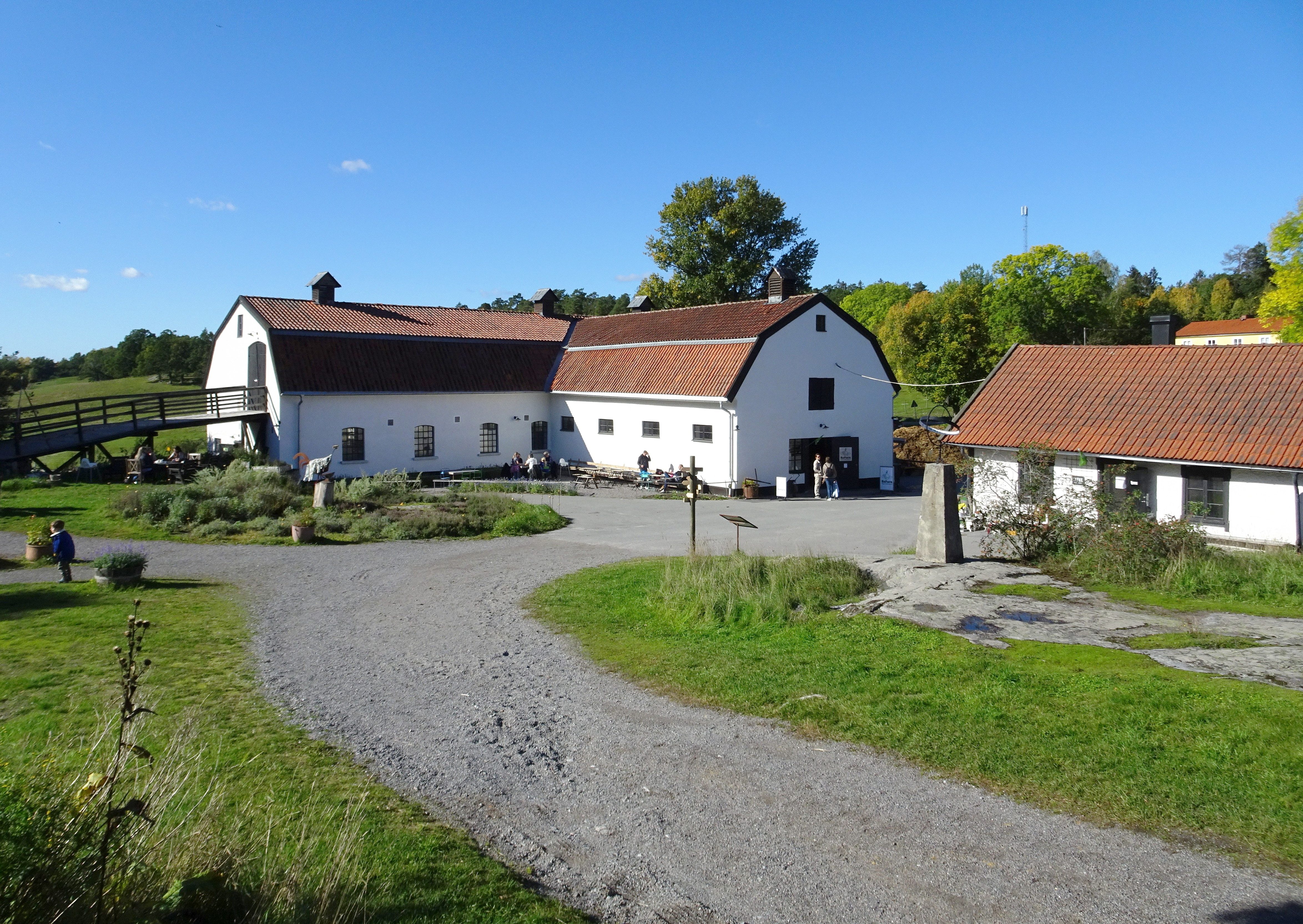
Stora ladugården med mittflygel utbyggd mot gårdssidan.
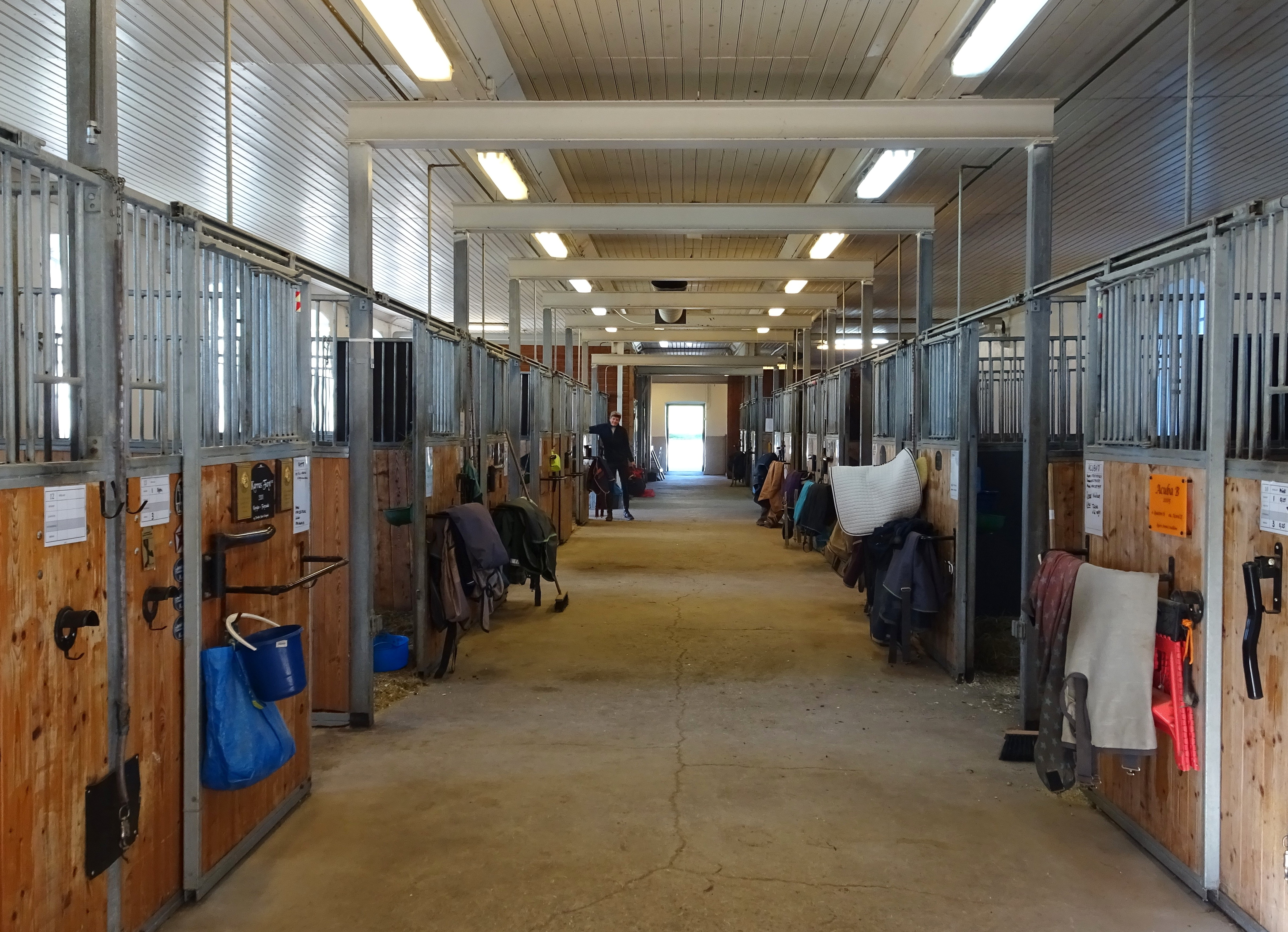
Interiör från stora ladugården inredd med 19 separata hästboxar.
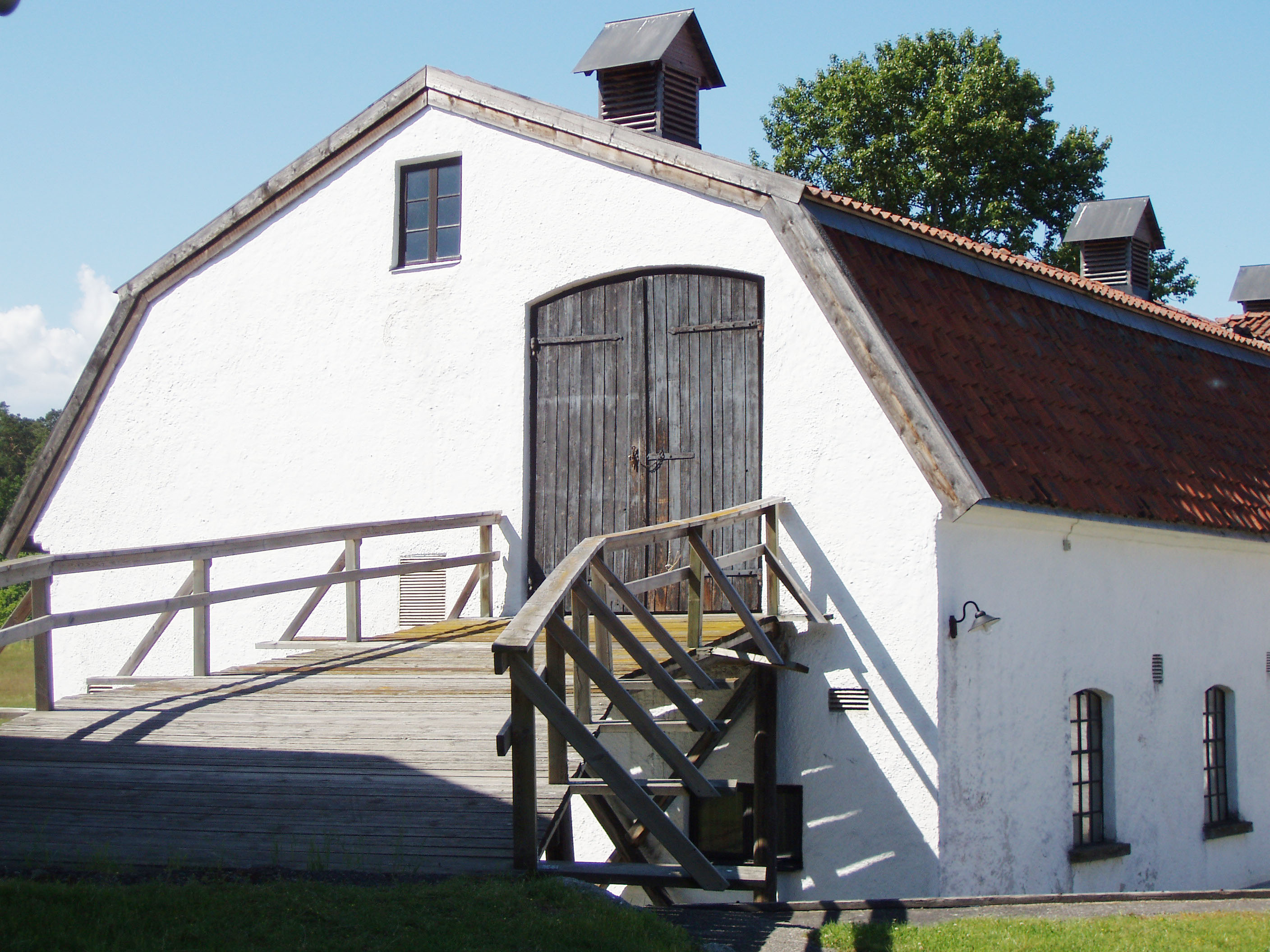
Körramp till höskullen på huvudladans södra gavel.

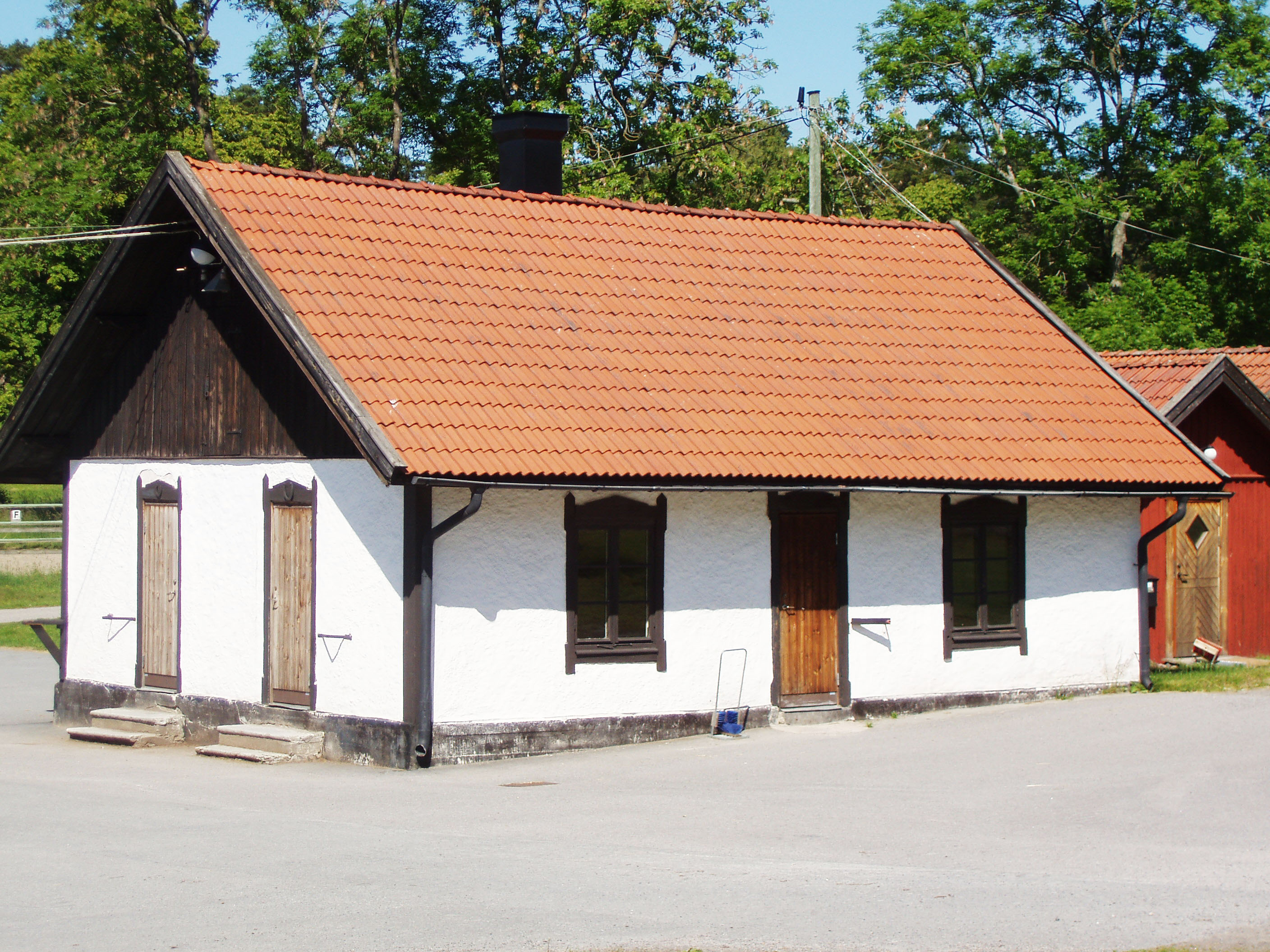
Sadelkammaren.
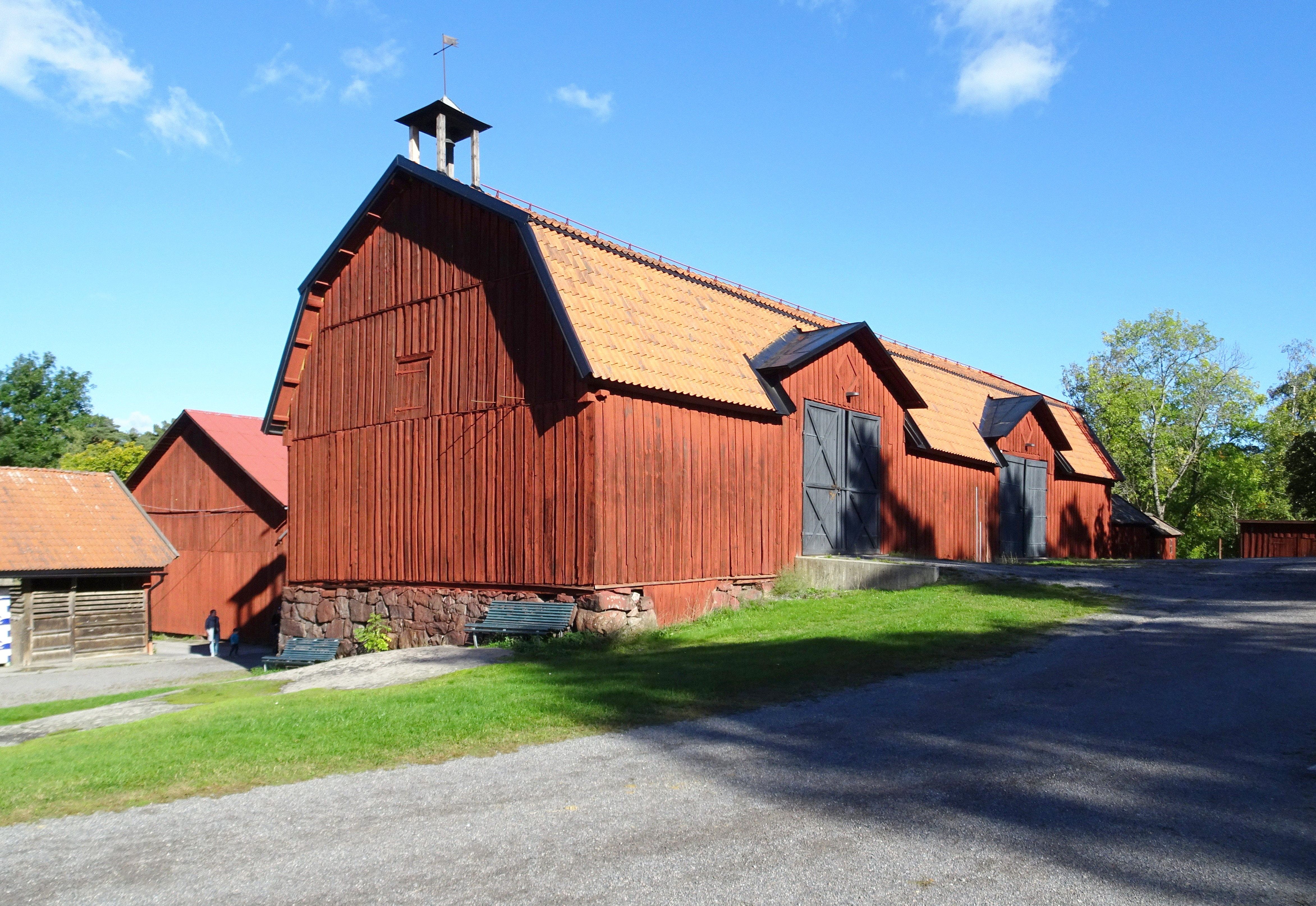
Stora logen/förrådsbyggnaden, med vällingklocka på taket.
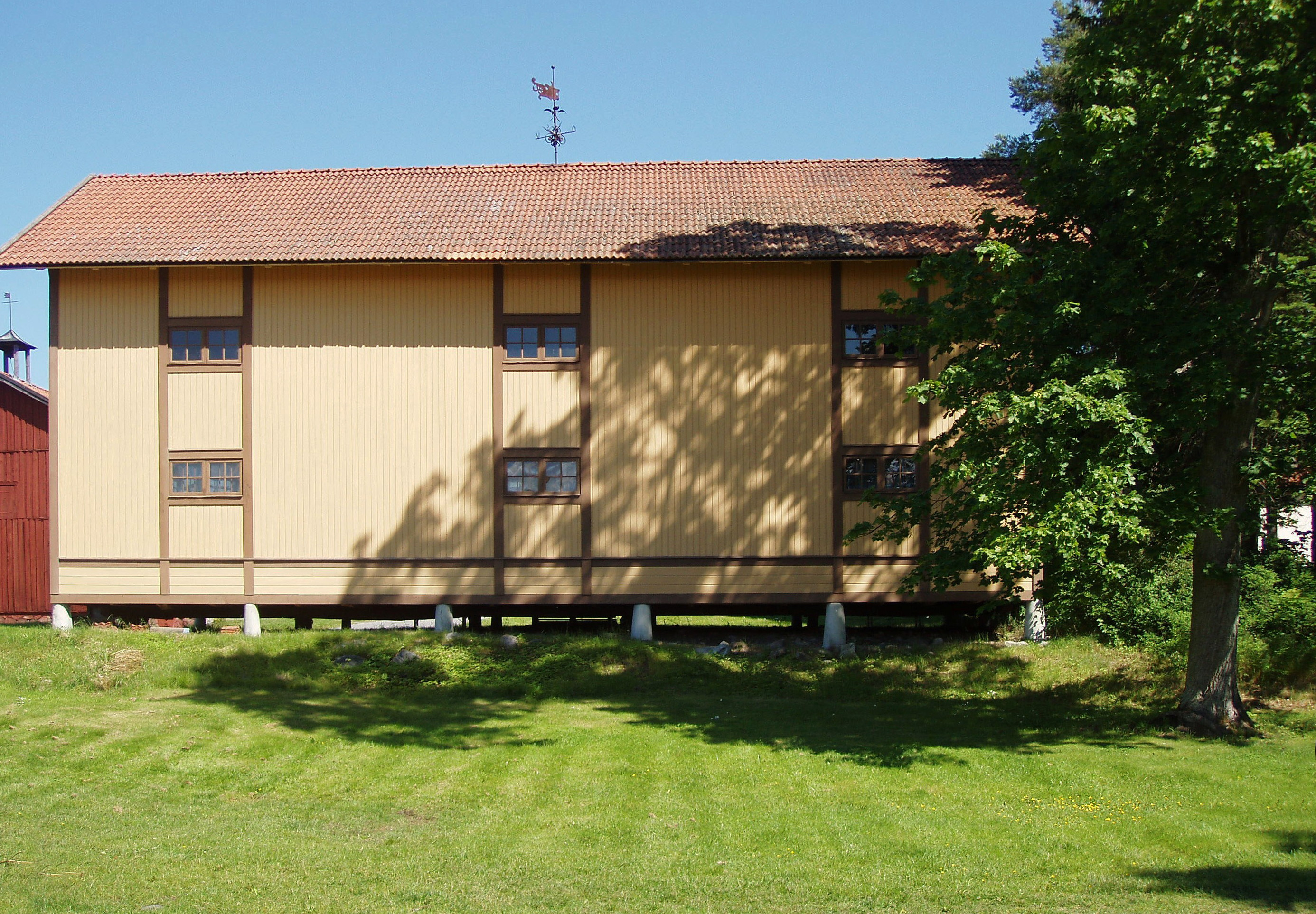
Spannmålsmagasinet, fasad mot väster.
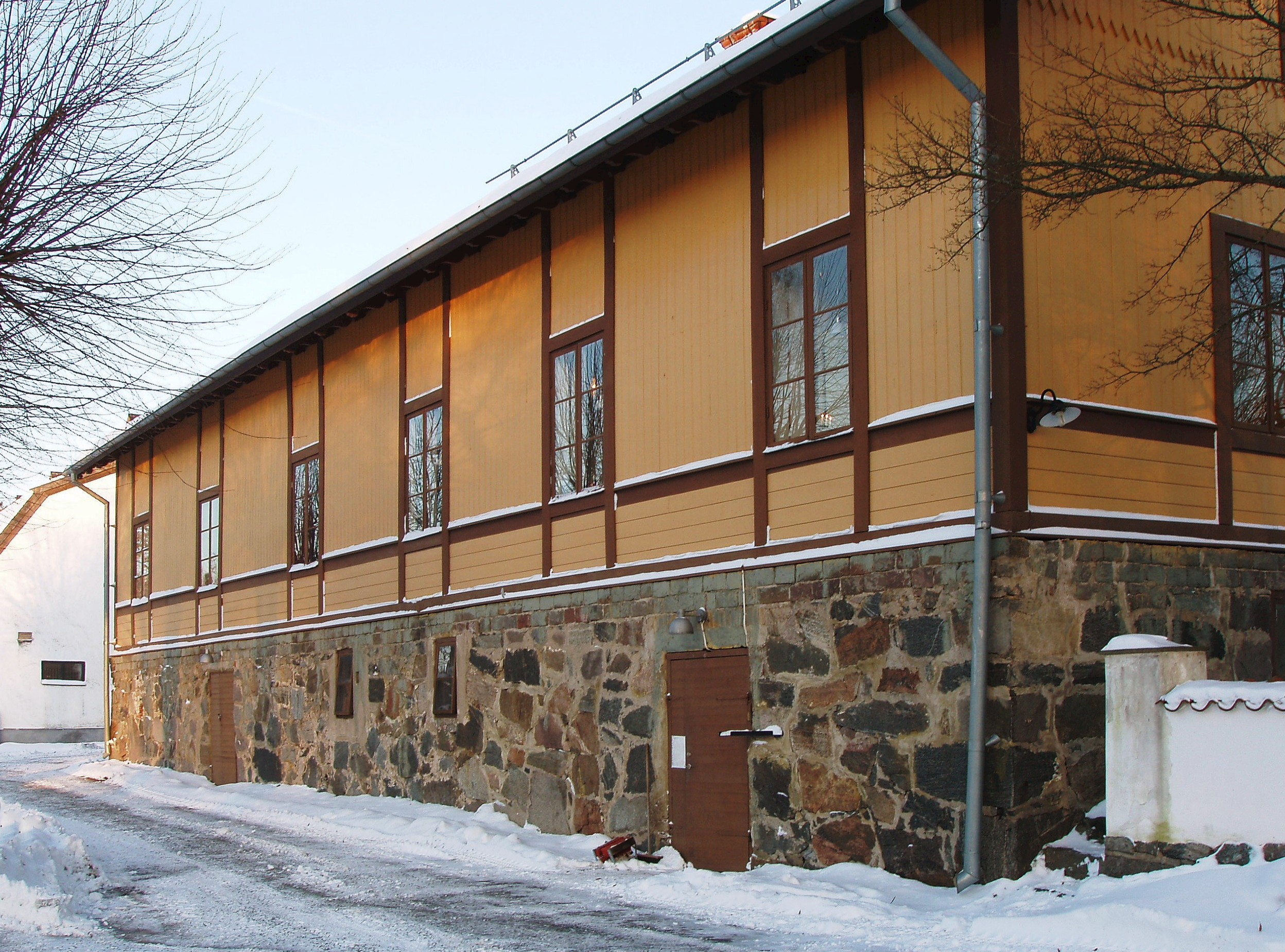
Ekonomibyggnaden före detta mejeriet från 1889.
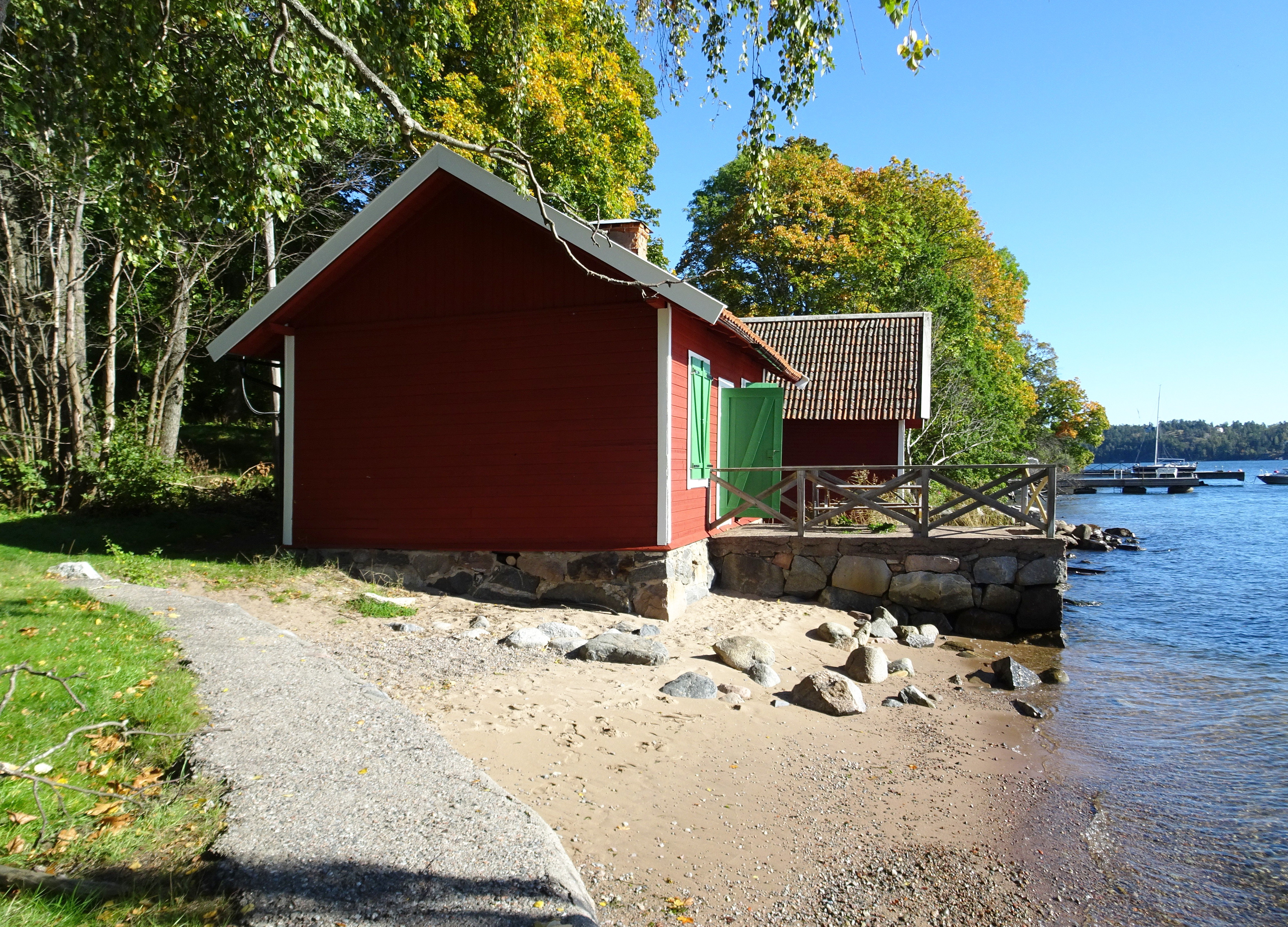
Båt- och bykhus vid Hustegafjärden.

### Fotnoter
1. 1 2  Postnummersök för gatunamn
2. ↑  Bokstaven ÿ är ett y med så kallat trema.
3. ↑  De enda gårdar på Lidingö som har varit en boplats för adelssläkten från 1700-talet är Stora Breviks gård som under lång tid beboddes av släkten Banér som hade sitt huvudsäte på Djursholms slott och Bo gård som på mitten av 1700-talet beboddes av baron Carl Pfeiff (1735–1792), gift med Ulrika Spandelcreutz, dotter till lagmannen Gustav Spandelcreutz (d. 1778).
4. ↑  Magnus Thyrgilsson av släkten Färla. Han ägde flera gårdar på Lidingö som alla togs över av Bo Jonsson (Grip). Franciskanerna eller gråbröderna, som de allmänt kallades i Sverige, grundade konvent i en rad svenska städer på 1200-talet och 1247 ett konvent i Uppsala. Prästerskapet fick många donationer i form av gods och gårdar vilket kan antas ha en koppling till Magnus Thyrgilsson.
5. ↑  Inom Riksarkivets MPO-projekt, publicerades i Nationalencyklopedins internetupplaga den 29 oktober 2003, en artikel där det angavs att frälsemannen Lars Olofsson (stjärna) 1477 skänkt Franciskanerkonventet i Uppsala gods i lydingöö. Denna benämning har dock dementerats av NE som felaktigt angiven och skulle i stället vara Lydinge gods i Tuna socken i östra Uppland.
6. ↑  Johan Gabriel Banér d.y. (1733–1811), son till kammarherre Johan Mauritz Banér (1708–1767).
7. ↑  Nils G. Dahlbom var en framstående dekorationsmålare som utförde många väggmålningar till de större Lidingögårdarna runt 1850–1860, men även oljemålningar på duk.
8. ↑  Tomtområdet Hagen (Fastighetsbeteckningar Lidingö 6:67 och 6:68) köptes av Lidingö stad 1968 och återfördes till Elfviks gårds ägor. Namnet Hagen har sitt ursprung i att ängsmarken, område 16 på kartan från 1781, kallades "Norrhagen", i betydelsen norra beteshagen.
9. ↑  Paul Toll och även Ivar Kreuger var engagerade i olika bolag i samband med att Lidingös villstäder projekterades. Paul Toll ingick styrelsen i det under 1918 bildade Sticklinge Intressenters AB som inledde sin verksamhet genom att köpa Hersby AB. Ivar Kreuger förvärvade under samma tid aktier i AB Västra Yttringe och i AB Lidingö Villastad.
10. ↑  Bakgrund till stavningen Aellewik som avser namnet Elfvik, se intern länk.
11. ↑  Nils Jönsson (Oxenstierna) skrev sig till Djursholms gods 1418.
12. ↑  Laurens Axelsson Tott.
13. ↑  Ingeborg Banér, dotter till Laurens Axelsson Tott, först gift med Jöns Ulfsson (av släkten Roos till Ervalla) senare med riksrådet Nils Eskilsson Banér.